# Grandes Landes de Trébédan
Les Grandes Landes de Trébédan sont une zone naturelle située en Bretagne, à l’est de la commune de Trébédan dans le département des Côtes-d'Armor. Cet espace naturel remarquable, propriété de la commune de Trébédan, s’étend sur une surface de 25 hectares ; 12 hectares de pins maritimes sont gérés par l'Office national des forêts, un étang d’un hectare est entretenu par la commune, et les 12 hectares restants constituent depuis 1999 la réserve naturelle gérée par Bretagne vivante.
En hommage à son découvreur, la réserve biologique des Grandes Landes porte depuis le 15 juin 2024, le nom "Espace naturel Yves Donguy". En effet, c'est presque par hasard en recherchant de vieilles tourbières oubliées, qu’Yves Donguy, naturaliste et adhérent de Bretagne Vivante, découvre au début des années 1990, parmi les pins, les saules et les bouleaux de la forêt communale de Trébédan, un vestige de tourbière. Dès lors, avec passion et obstination, il n'aura de cesse de redonner vie à ce site et faire reconnaître son intérêt écologique.

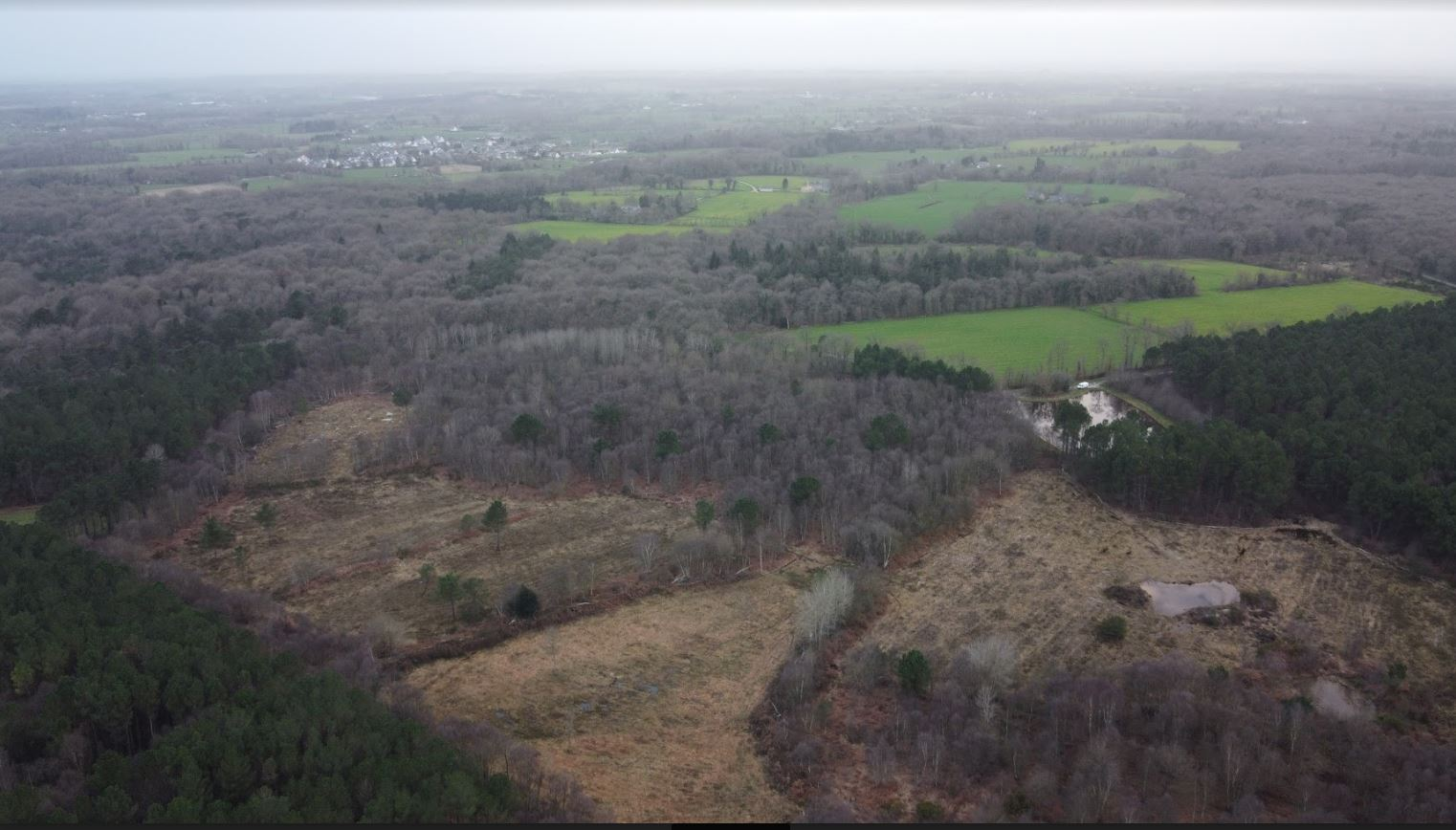
Vue aérienne des Grandes Landes de Trébédan (au premier plan "Les Grandes Landes" ; au fond la commune de Trébédan) - Février 2022

Le site des Grandes Landes de Trébédan s'insère dans un vaste ensemble paysager composé de milieux naturels où alternent boisements, landes et bocages. D’un point de vue géo-pédologique, elles sont situées dans un contexte granitique favorisant des sols acides et humides, assez impropres à une agriculture productive. Le site présente aujourd’hui différents milieux :
- des landes hygrophiles à bruyères qui sont des milieux de grand intérêt écologique[3];
- des landes boisées, des ptéridaies à fougère-aigle et des boisements de bouleaux et saules qui ont tendance à coloniser les landes hygrophiles, surtout depuis l’abandon de l’usage de celles-ci ;
- des plantations de pins initiées dans les années 1960 ;
- des plans d’eau et fossés, créés également dans les vingt dernières années ;
- des cheminements entretenus, permettant la présence d’une flore de milieux ouverts et acides.

Cette zone humide qui abrite des habitats remarquables et de nombreuses espèces animales et végétales rares ou protégées a fait l'objet d'un article dans le numéro 251 de Penn ar Bed, la revue naturaliste de Bretagne Vivante.

## Situation géographique

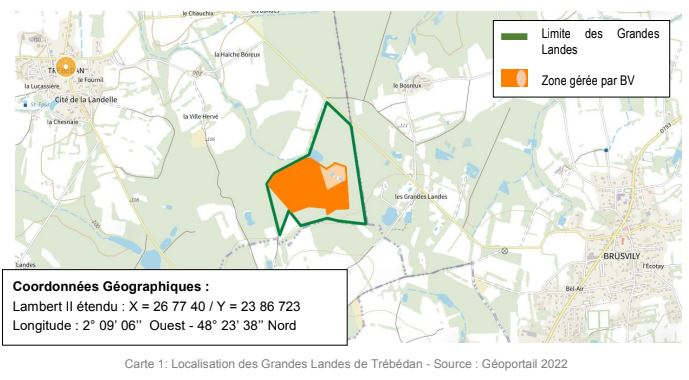
Situation géographique des Grandes Landes de Trébédan entre Trébédan et Brusvily.

Le site des Grandes Landes se situe à 10 km au Sud-Ouest de Dinan, à proximité de la D71 reliant Brusvily à Trébédan, à la limite de ces deux communes.

### Climat
Situées en zone tempérée, la moyenne annuelle des précipitations sur les Grandes Landes est de 680 mm ; elles sont régulières tout au long de l'année avec 17 jours où celles-ci excèdent 10 mm à raison de 2 jours par mois.
Les températures ne présentent pas d'écarts importants et brutaux, seuls quelques jours dans l'année présentent une température supérieure à 30°C et moins de 10 jours par an ont une température inférieure à 5°C. Néanmoins, les températures ressenties au niveau du site peuvent être très différentes (notamment l'hiver) en raison de l'humidité importante des sols et de sa protection des vents par les massifs boisés qui entourent le site.

### Géologie
Les Grandes Landes de Trébédan se trouvent sur la bordure Sud-Est du massif granitique de Bobital-Dinan qui est composé d'un granite porphyroïde à deux micas. Ce granite présente le faciès du granite clair de Languédias avec des grains fins à très fins avec parfois une tendance microgranitique à phénocristaux. Son altération forme une arène granitique peu drainante qui explique l'humidité constante du lieu.
L'étude pédologique du site révèle un processus de podzolisation ; l'acidité du sol a été accentuée par les anciennes pratiques culturales qui consistaient à exporter les végétaux (principalement de la molinie, de la callune et de la fougère) pour l'alimentation ou le paillage des animaux.
Les sols des Grandes Landes se caractérisent donc par une hydromorphie peu profonde à moyenne (sols à pseudogley et/ou à gley). La nappe d'eau, alimentée par des eaux pauvres en éléments minéraux, est permanente ou temporaire. Elle peut être stable ou connaître d’importantes fluctuations avec des phases plus ou moins périodiques d’inondation puis d’assèchement et de minéralisation superficiels.

Les sols du site sont établis sur des horizons paratourbeux (humus brut de type hydromor) ou un dépôt peu épais de tourbe.

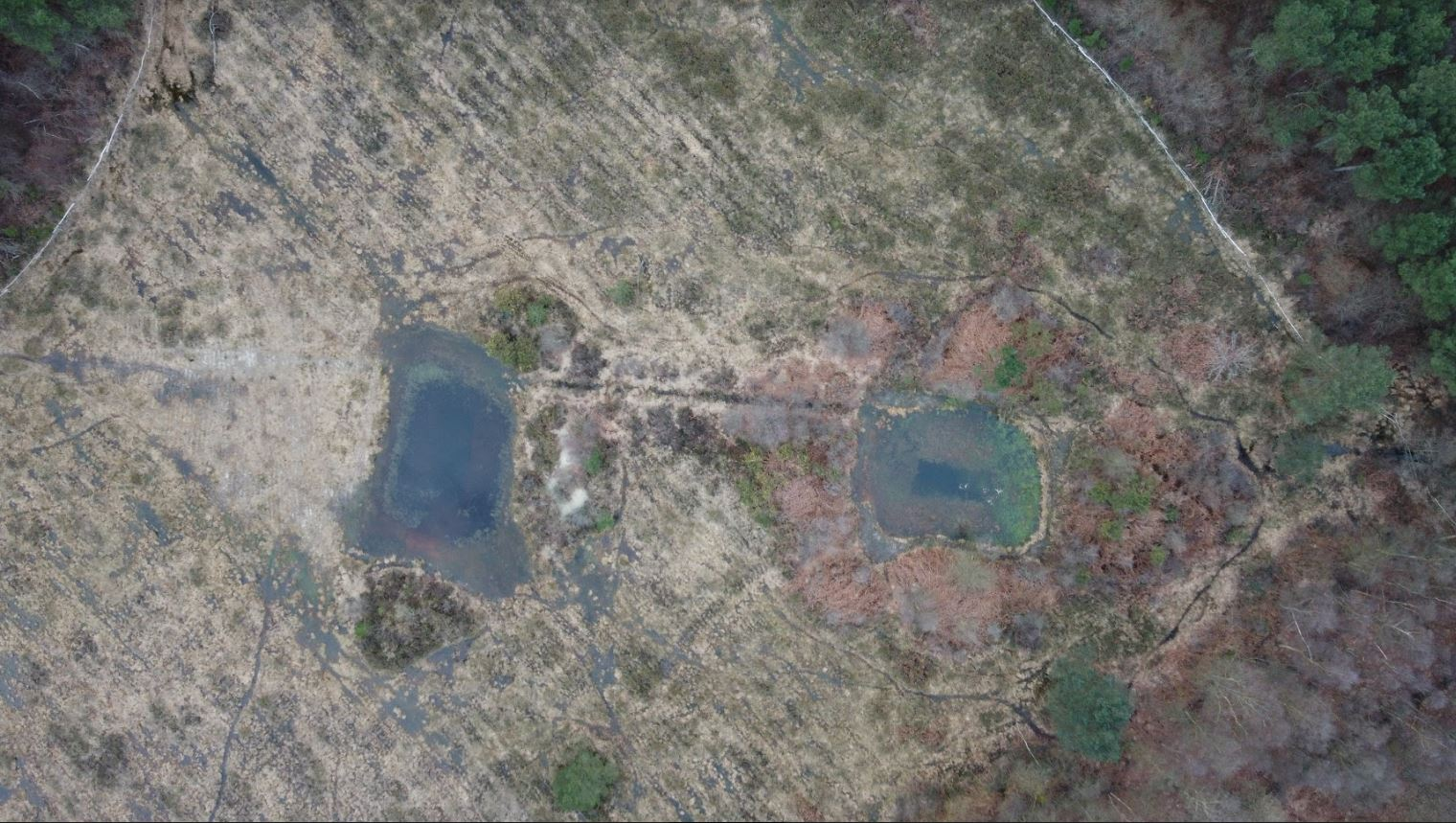
Vue aérienne des mares creusées en 2010 sur un des fossés drainants (dont on aperçoit la trace entre les 2 mares) et des écoulements et mares présents de novembre à mai/juin sur le site - Février 2022

### Hydrologie
Les Grandes Landes sont intégrées au sous-bassin versant de la rivière la Rosette, affluent de l'Arguenon. Elles présentent une dépression au Nord-Ouest où se rejoignaient et s'écoulaient jusqu'en 2013, 4 fossés drainants qui collectaient l'eau provenant des fossés de la D71, d'étangs privés, des carrières et des bois situés au sud de la zone ainsi que des prairies et parcelles cultivées du Haut Lannouée (hameau situé au Sud-Sud-Ouest du site). Ces fossés drainants aujourd'hui partiellement bouchés servent de sites de reproduction aux amphibiens.
En 2000, une analyse des eaux circulant sur le site a montré que les eaux provenant des parcelles cultivées en amont du site étaient chargées en nitrate (26,2 mg/litre) ce qui n'est pas compatible avec ce milieu identifié comme étant "pauvre" et devant le rester.

## Evolution historique

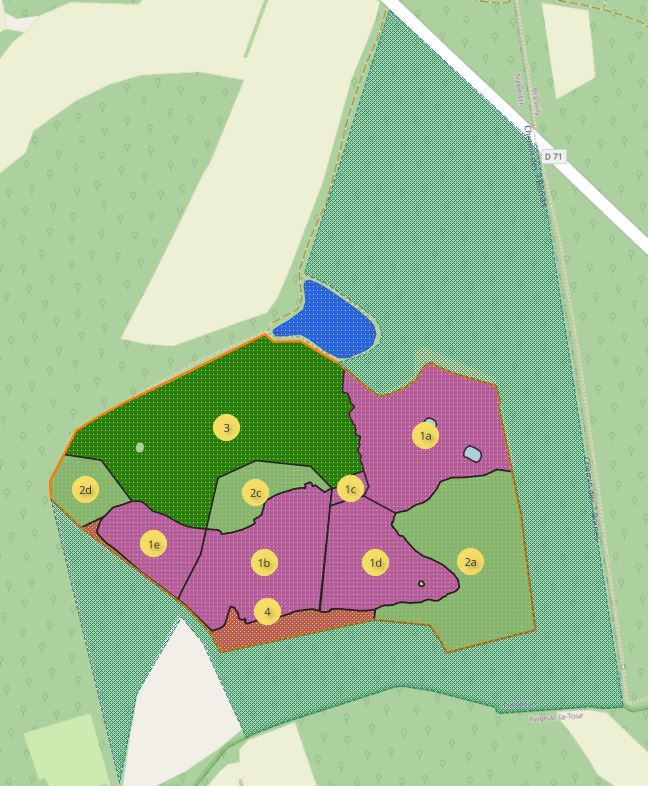
Découpage en 4 zones principales (1, 2, 3 et 4) de la réserve biologique des Grandes Landes de Trébédan. (carte réalisée avec Qgis).

### Avant 1950
Autrefois pâturées, fauchées ou cultivées, les landes sont parties intégrantes du paysage breton. C’est le cas d’une partie de celles de Trébédan où la présence d’ados (levée de terre destinée à protéger les plantes cultivées du vent et les exposer au soleil), servant à la culture du seigle et du blé noir, étaient encore partiellement visibles récemment. Ces pratiques agricoles permettaient de conserver ces milieux "ouverts" auxquels est inféodé un certain nombre d’espèces floristiques et faunistiques.

### La période 1950 - 2000

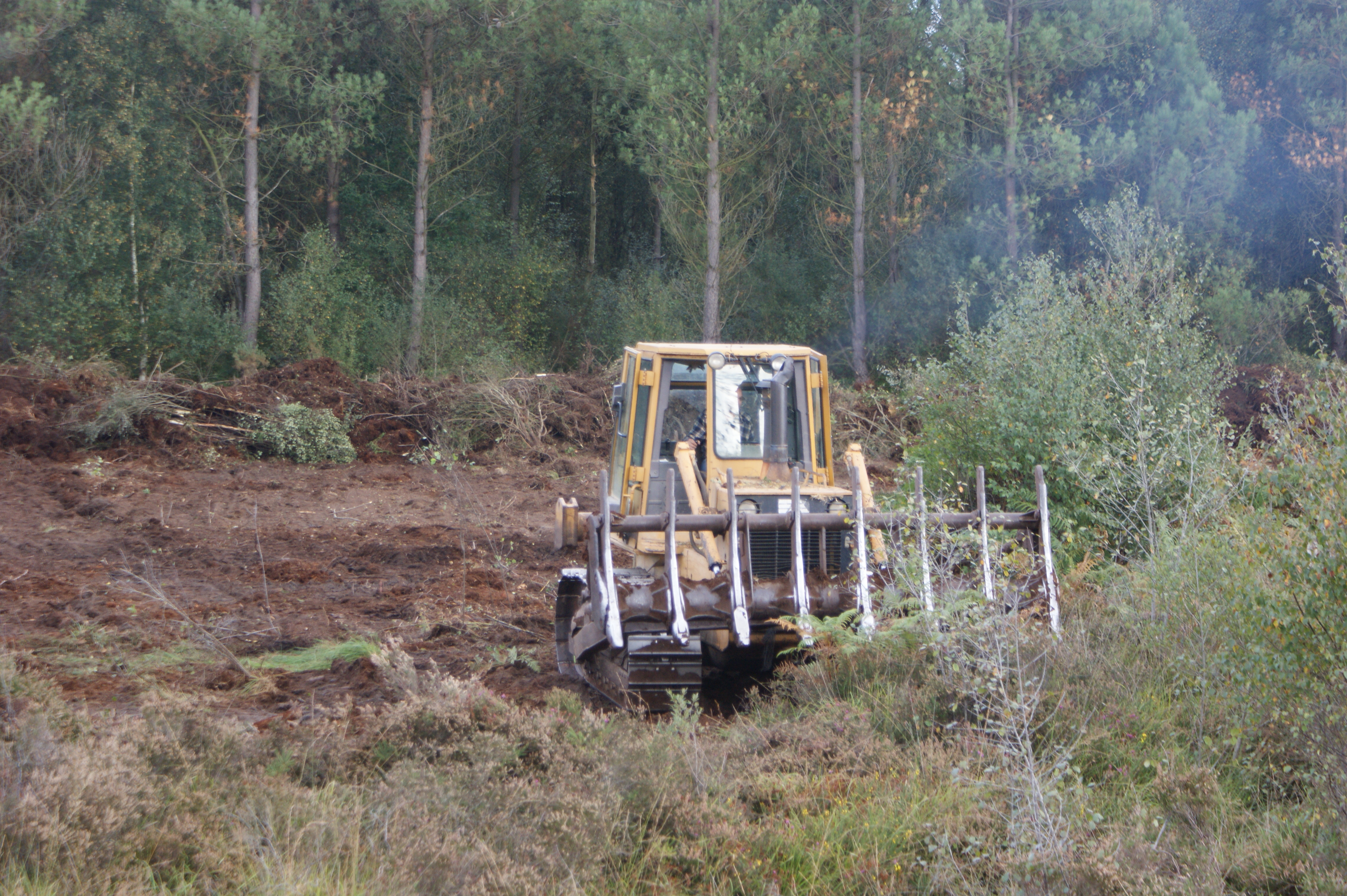
2018 - Défrichage à l'aide d'un rateau fléco, d'une zone de lande envahie par les bouleaux.

La disparition des usages agricoles liée à la déprise des terres agricole jugées peu fertiles a entraîné une colonisation de la lande par des bouleaux et a donc conduit à leur "fermeture".
Une partie des 25 ha du site a fait l'objet d'un aménagement forestier réalisé par l'ONF qui s'est déroulé en plusieurs phases :
- 1956 : semis forestier de pins maritimes et d'épicéra de Sitka ;
- 1962 : 7 ha de pins et d'épicéas détruits ont été replantés en pins maritimes ;
- 1964 : 4 ha de jeunes pins détruits par le gel sont replantés en pins Sylvestre ;
- Octobre 1987 : la quasi-totalité de la plantation de pins est détruite par la tempête ;
- Mars 1992 : creusement d'un étang d'un hectare ;
- Mars 1992 : replantation des zones dites les "plus productives" en pins maritimes.

En 1999, une convention avec la commune de Trébédan, permet à Bretagne Vivante (BV) d'assurer la gestion de 12 ha. 

### La période 2000-2018
La mise en réserve des Grandes Landes de Trébédan a permis à Bretagne Vivante de restaurer partiellement le caractère landicole de la zone. Ainsi :
- 3 des 4 fossés drainants qui traversaient le site et contribuaient à son assèchement ont été bouchés progressivement à l'aide de bois et de terre afin de maintenir l’humidité sur le terrain et de favoriser la flore adaptée au détriment des ligneux, notamment des bouleaux, qui envahissaient les Grandes Landes.
- 2 mares ont été creusées en 2010.
- 5,5 ha ont été déboisés pour permettre la réinstaller des plantes caractéristiques des landes atlantiques humides. Trois zones ont été restaurées en 2013 (zones 1a, 1b et 1c) et deux autres zones l'ont été en 2018 (zones 1d et 1e).

Les bénévoles de Bretagne Vivante assurent l'essentiel de la gestion de cette réserve (petit bûcheronnage, arrachage des repousses de pins, entretien de la clôture, des mares...)
La commune de Trébédan assure l'entretien de certains espaces :
- Pour la pêche, l’étang et ses abords immédiats sont régulièrement entretenus (fauche, tonte, nettoyage des berges) ; l’étang a été curé et nettoyé en 2017 et 2018 pour enlever les Myriophylles du Brésil qui ont colonisé le site ces dernières années (l'origine de cette colonisation est à ce jour inconnue).
- Pour la promenade, l'entretien des sentiers est effectué autour du site.

#### Intérêts pédagogiques
Le site a un vrai potentiel pour :

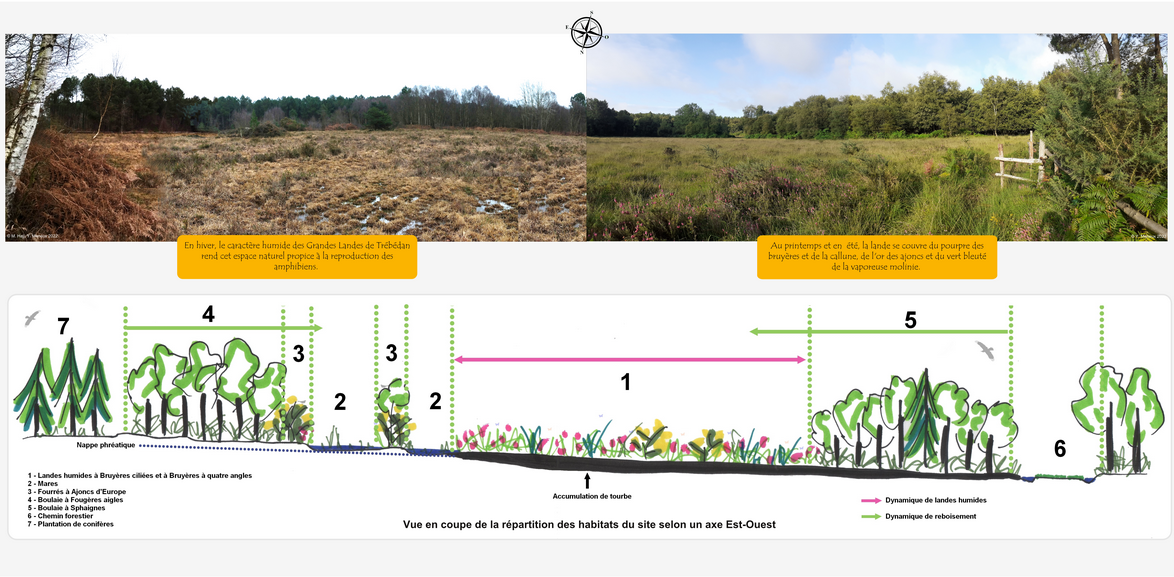
Vue de la Zone_1a selon un axe Est-Ouest montrant la dynamique végétale de la zone.

- Faire connaître les zones humides et les landes, leur valeur patrimoniale et les mesures de conservation adaptées[15].
- Mener des expérimentations de gestion transférables à d’autres secteurs de ce type.

### Depuis 2018
En 2020, la totalité la zone 3 est laissée en libre évolution ; un inventaire forestier a été réalisé en février 2022 sur cette partie et sera reconduit régulièrement.
le 7 septembre 2023, la commune de Trébédan et  Bretagne Vivante se sont engagés vers une protection plus forte cet espace naturel, en signant un contrat d’Obligation réelle environnementale (ORE) pour le site des Grandes Landes.

Fin 2023, un sentier pédagogique est aménagé autour et dans les Grandes Landes ; il propose aux visiteur.euse.s 12 haltes pour découvrir les espèces végétales ou animales remarquables du site.

Elements du sentier pédagogique des Grandes Landes
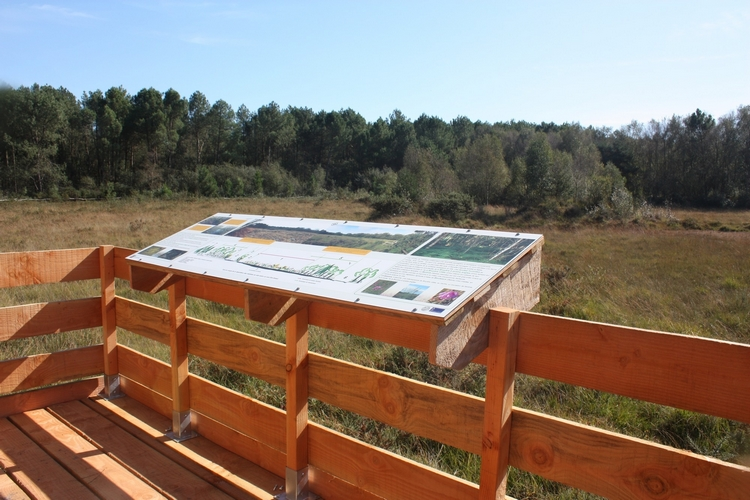
Observatoire avec carte installé dans la Zone_1a
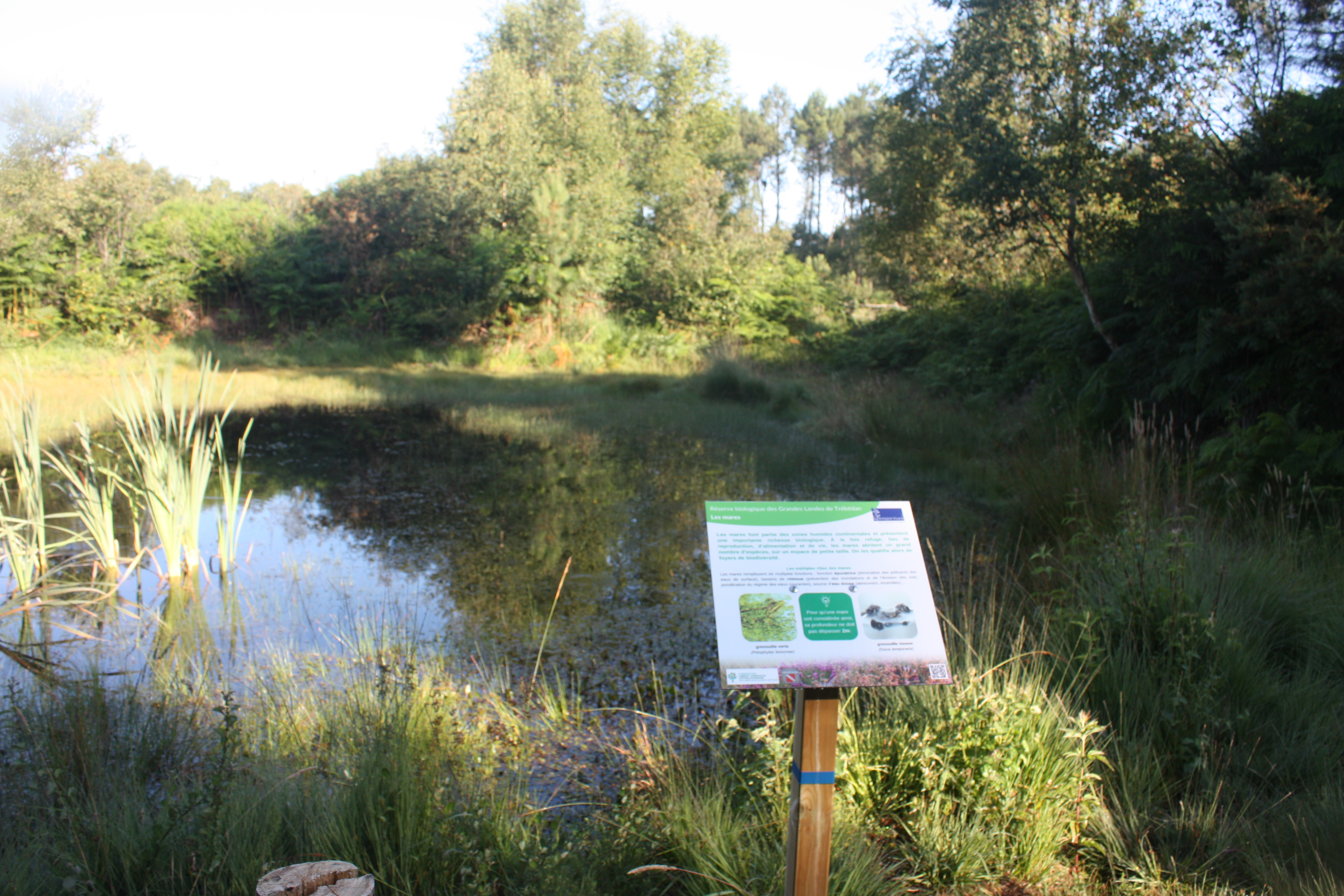
Vue d'une des mares de la Zone_1a avec panneau explicatif

Début 2024, un troisième plan de gestion définit les enjeux de site et les actions à mettre en oeuvre jusqu'en 2033 pour assurer la conservation du site.

## Habitatsnaturels remarquables
| Habitats remarquables                                               | Niveau d'intérêt                                                  | Effectifs/ présence                                             | État de conservation |
| ------------------------------------------------------------------- | ----------------------------------------------------------------- | --------------------------------------------------------------- | --- |
| Lande humide atlantique tempérée à Erica tetralix et Erica ciliaris | Habitat d’intérêt communautaire prioritaire (code 4020)           | Habitat bien présent en zones 1a et 1b                          | Habitats restaurés depuis 2013 grâce au défrichement de quelques parcelles qui étaient colonisées par les ligneux – Zones 1a, 1b, 1d, 1e. |
| Lande humide atlantique septentrionale à Erica tetralix             | Habitat d’intérêt communautaire (code 4010)                       | Habitat bien présent en zones 1d et 1e                          | Habitats restaurés depuis 2013 grâce au défrichement de quelques parcelles qui étaient colonisées par les ligneux – Zones 1a, 1b, 1d, 1e. |
| Boulaie atlantique planitaire                                       | Habitat non d’intérêt communautaire à valeur patrimoniale modérée | Habitat bien présent en zone 3                                  | Habitat qui tend à se densifier. |
| Ourlet préforestier à fougère-aigles                                | Habitat non d’intérêt communautaire à valeur patrimoniale modérée | Habitat présent en zone 4 avec apparition en zones 1a, 1b et 1c | Habitat qui tend à se densifier et à être recolonisé par les bouleaux.                                                                    |
| Fourré pionnier à ajoncs d'Europe                                   | Habitat non d’intérêt communautaire à valeur patrimoniale modérée | Habitat bien présent en zone 1b                                 | Habitat qui tend à s'étendre et à gager sur les landes humides.                                                                           |
| Boulaies à sphaignes                                                | Habitat d’intérêt communautaire prioritaire (code G1.51)          | Habitat présent en zone 3                                       | Bon état à favoriser par le maintien du fonctionnement hydrologique et du caractère oligotrophe de la zone 3.                             |

Quelques vues des Grandes Landes
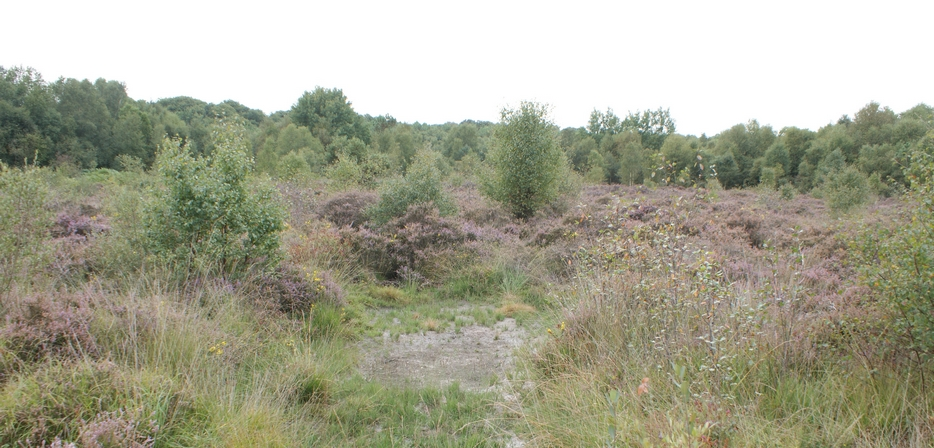
Vue de la Zone_1b en Septembre - Lande à callune
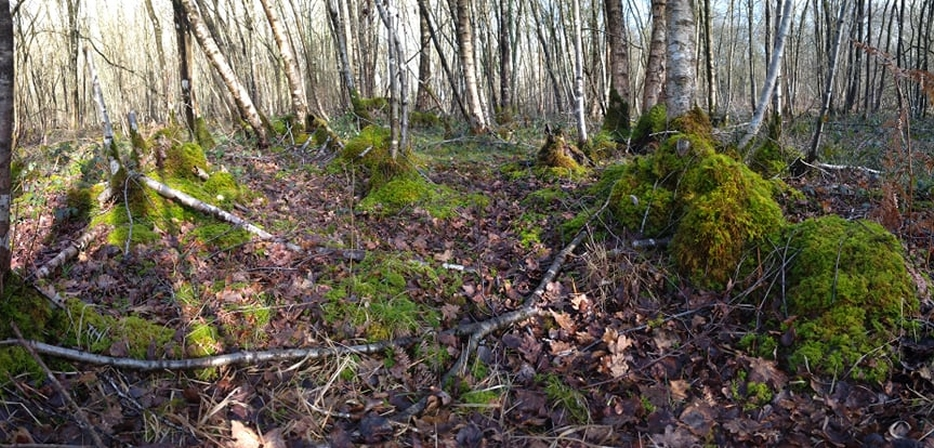
Vue de la Zone_3 en Février - Boulaie à sphaigne

## Flore

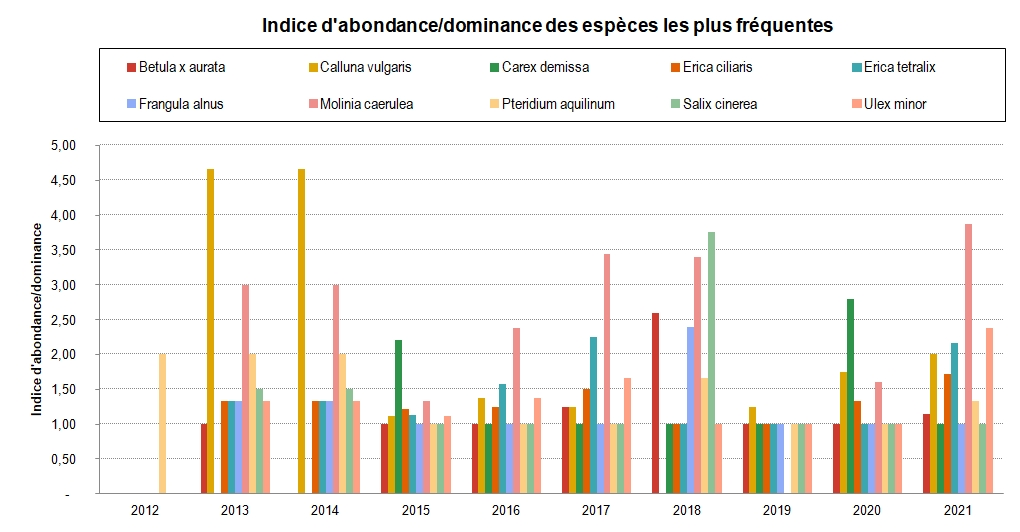
Indice d'abondance-dominance des 10 espèces végétales les plus présentes

### Inventaire floristique
Réalisé chaque année depuis 2013 sur 14 placettes permanentes de 25 m² réparties dans les différentes zones 1 (1a, 1b, 1c, 1 de et 1e), l'inventaire floristique des Grandes Landes a permis de recenser 133 espèces végétales dont les plus fréquentes et les plus présentes sont (par ordre de coefficient abondance/dominance décroissant) :
- la Molinie bleue (Molinia caerulea)
- la Bruyère d'été (Calluna vulgaris)
- la Fougère-aigle (Pteridium aquilinum)
- le Saule cendré (Salix cinerea)
- l'Ajonc nain (Ulex minor)
- la Laîche à tige basse (Carex demissa)

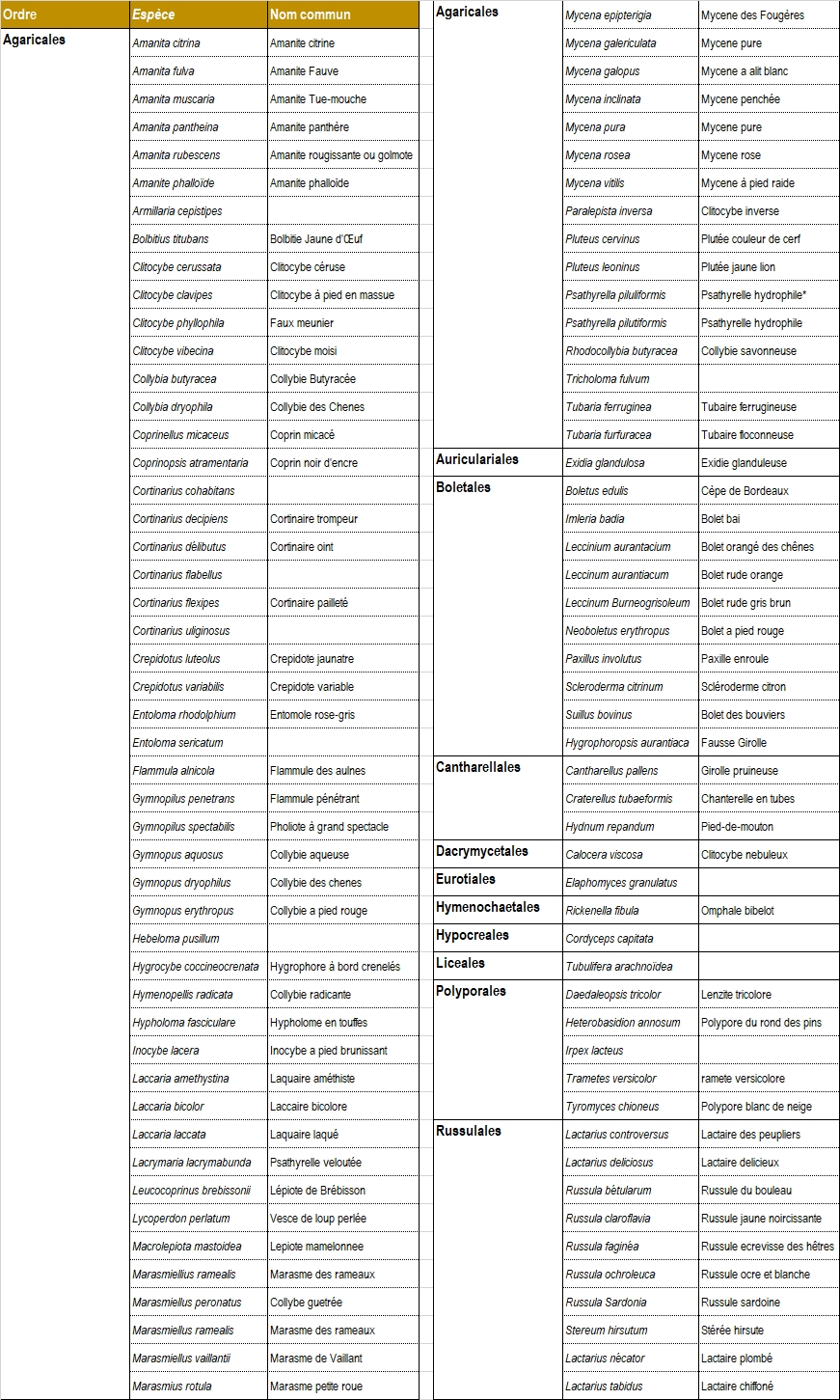
Tableau des champignons recensés dans les Grandes Landes de Trébédan.

- Tableau des champignons recensés dans les Grandes Landes de Trébédan.la Bruyère des marais (Erica tetralix)
- la Bruyère ciliée (Erica ciliaris)
- la Bourdaine (Frangula alnus)
- le Bouleau doré (Betula x aurata)

## Fonge
Quatre-vingt-dix-neuf (99) espèces de champignons ont été recensées dans les Grandes Landes dont :
- 66% appartenant à l'ordre des agaricales ;
- 10% appartenant à l'ordre des boletales ;
- 10% appartenant à l'ordre des russulates.

Quelques champignons vus dans les Grandes Landes
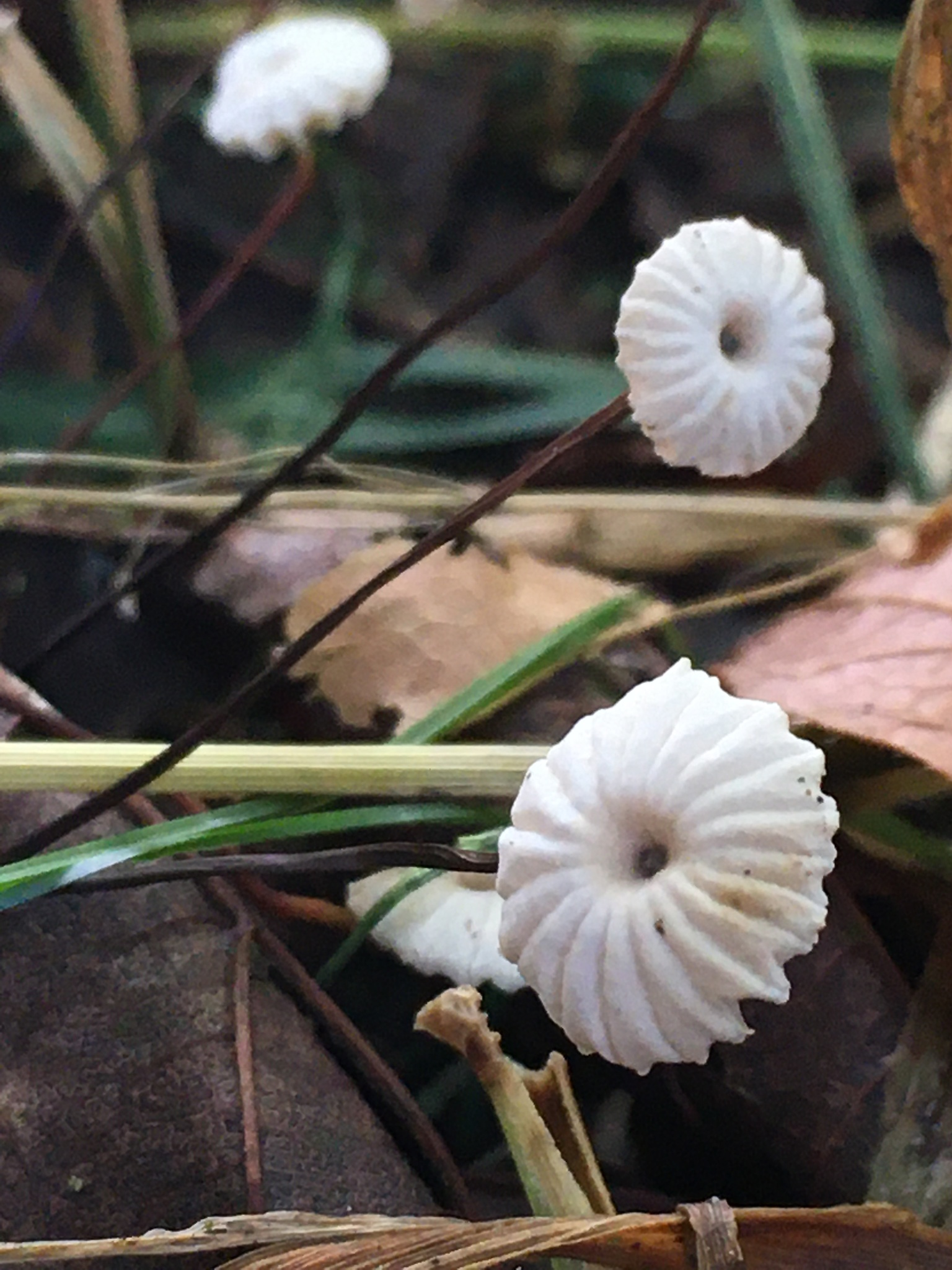
Marasme petite roue (Marasmius rotula)
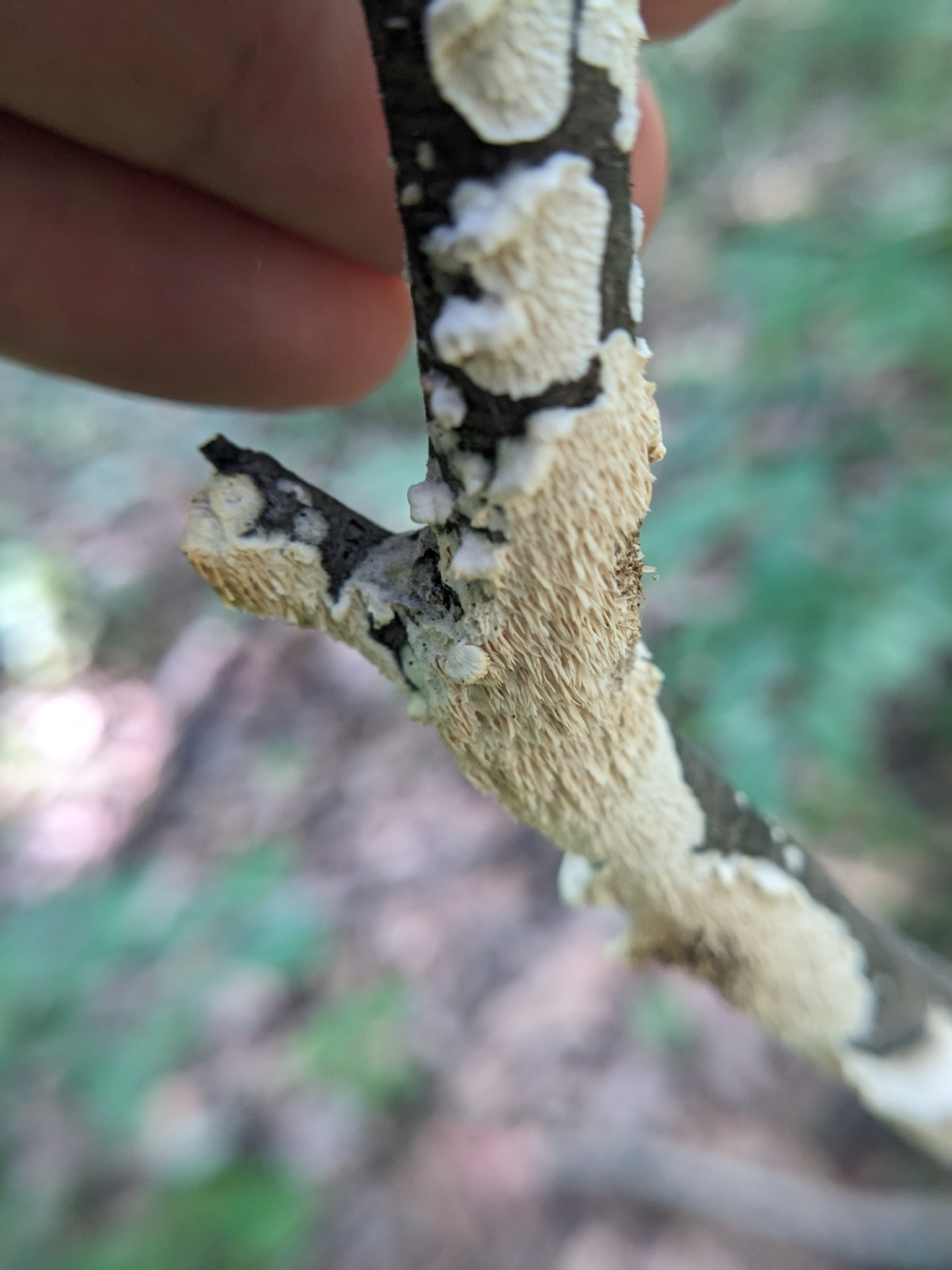
Irpex lacteus
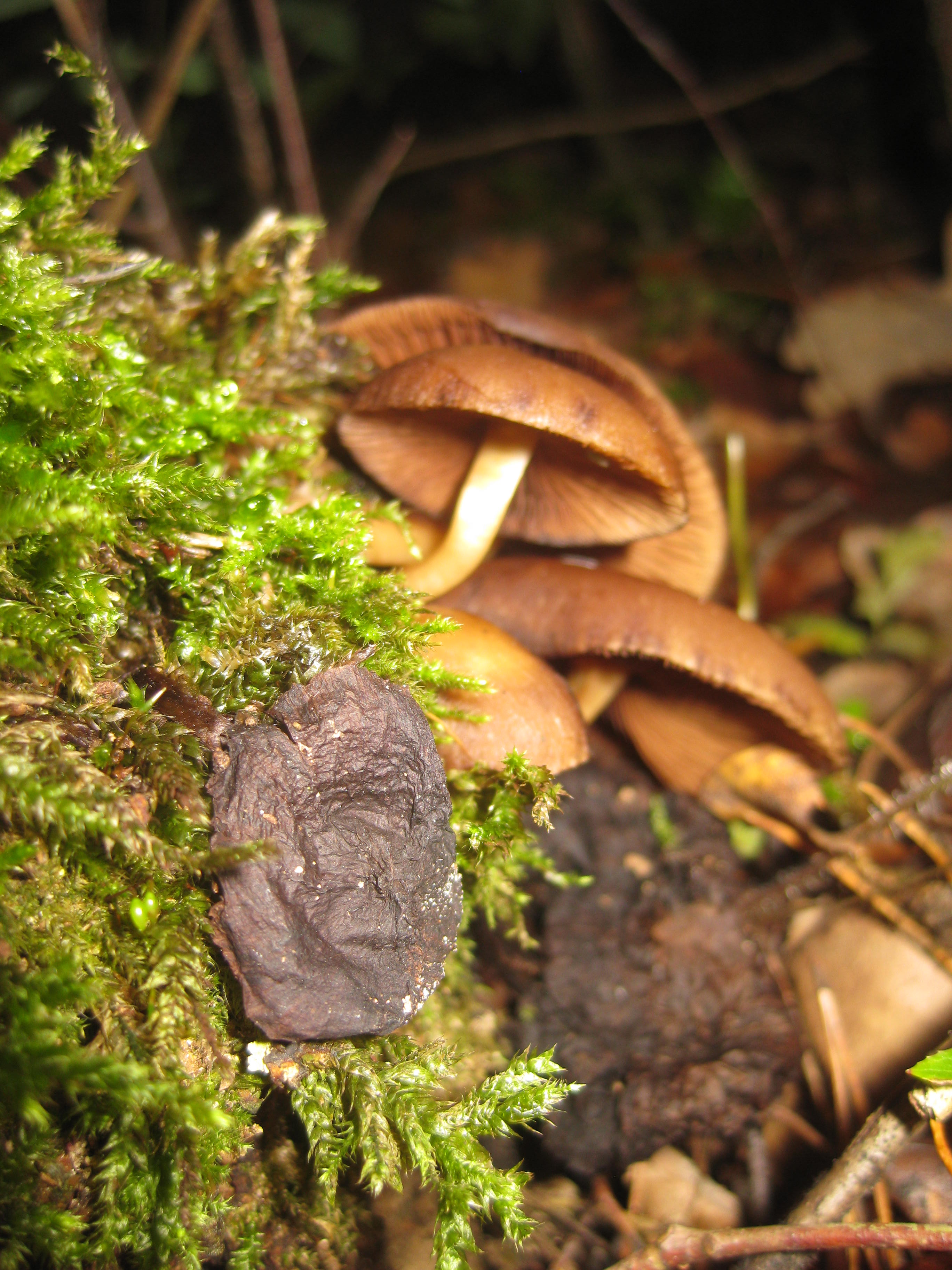
Psathyrelle hydrophile (Psathyrella piluliformis)

## Faune

### Espèces animales remarquables

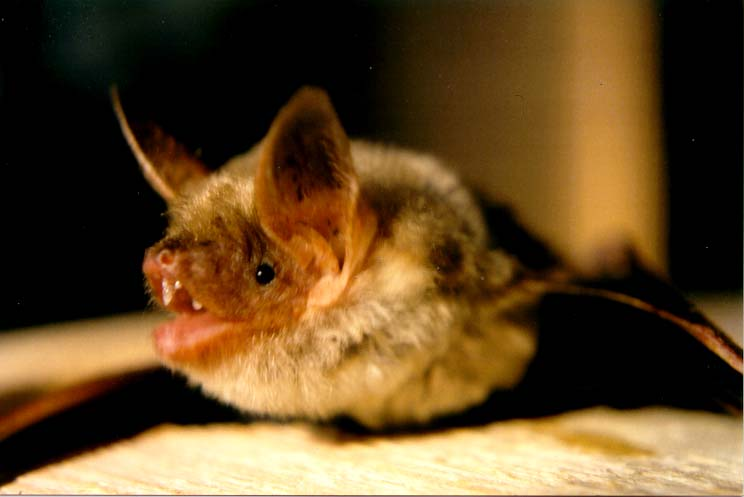
Grand murin (Myotis myotis)
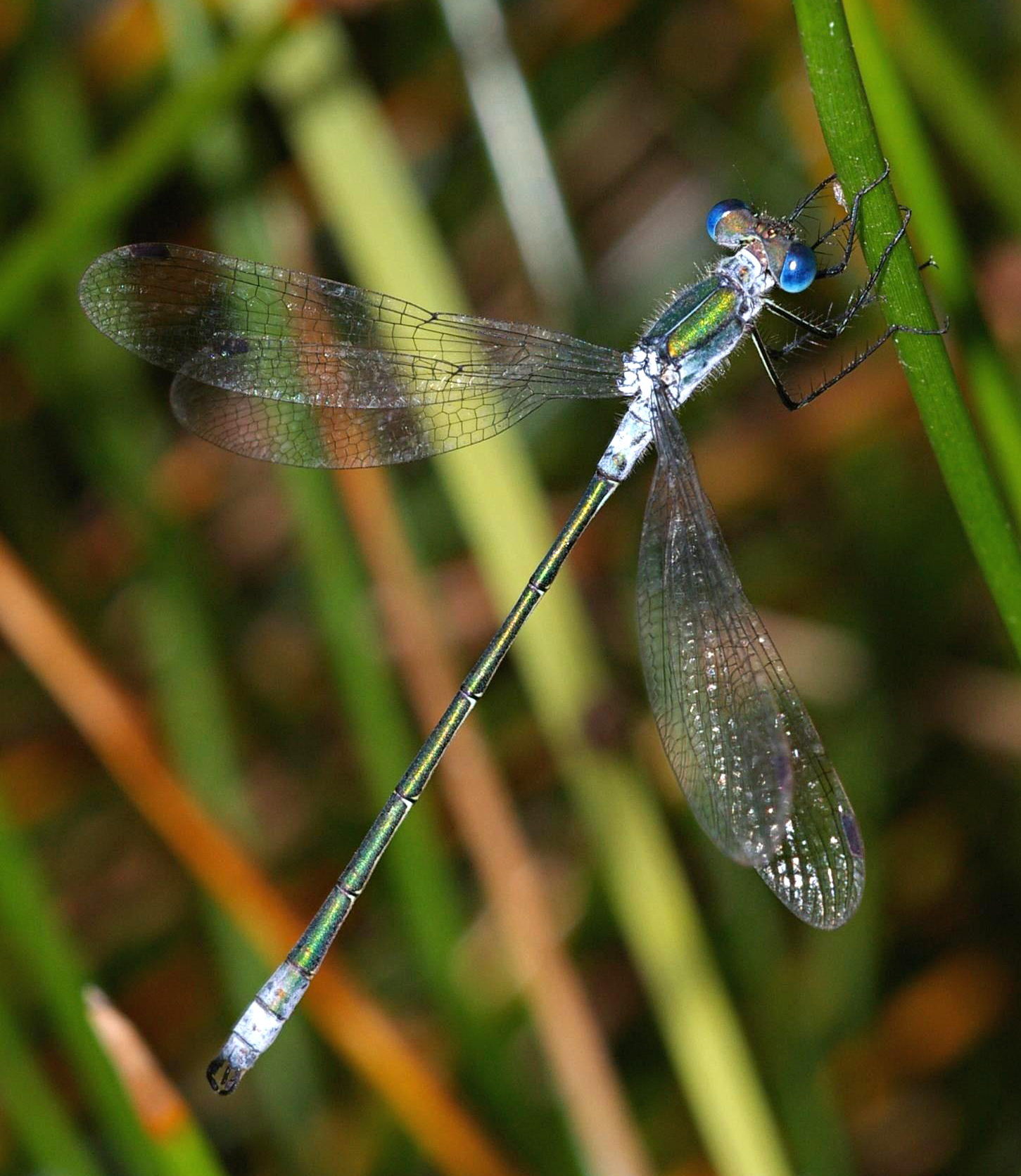
Leste fiancé (Lestes sponsa)
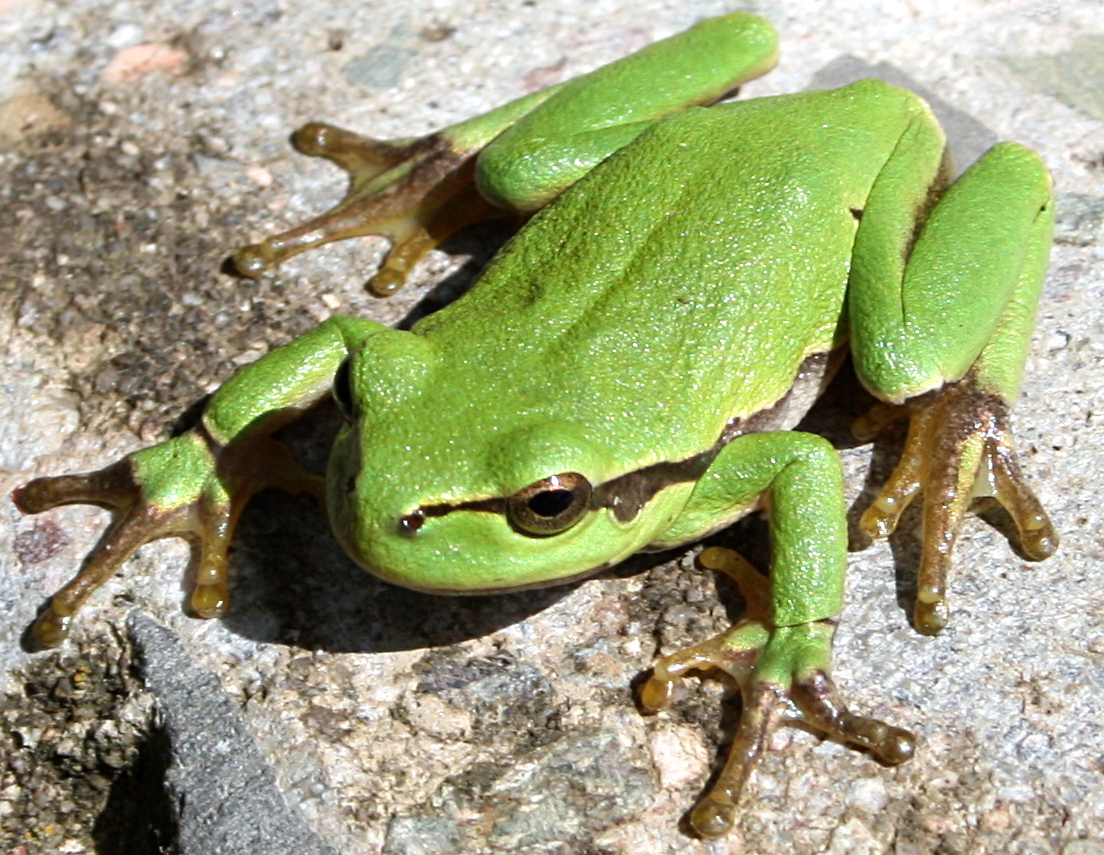
Rainette Verte (Hyla arborea)
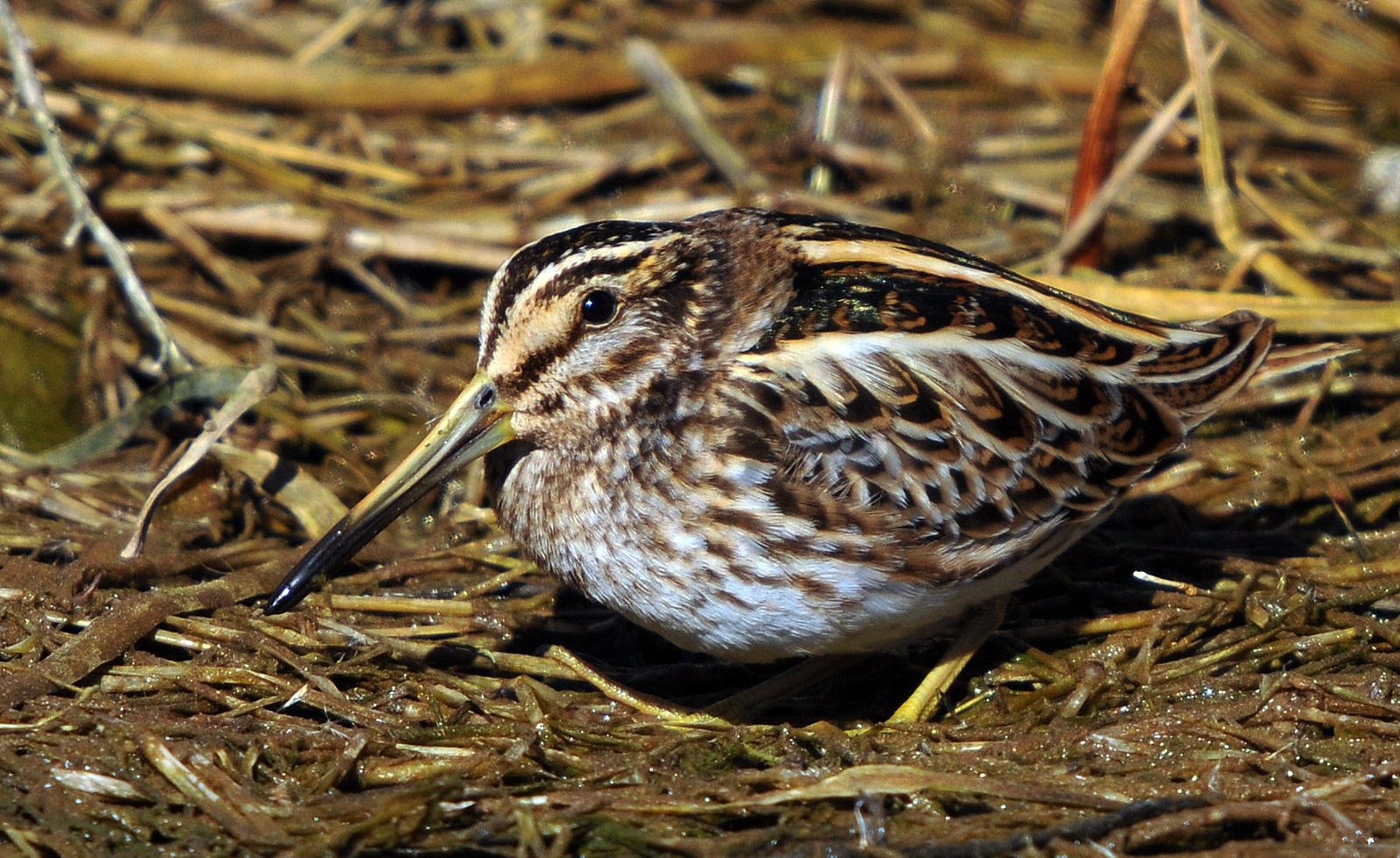
Bécassine sourde (Lymnocryptes minimus)
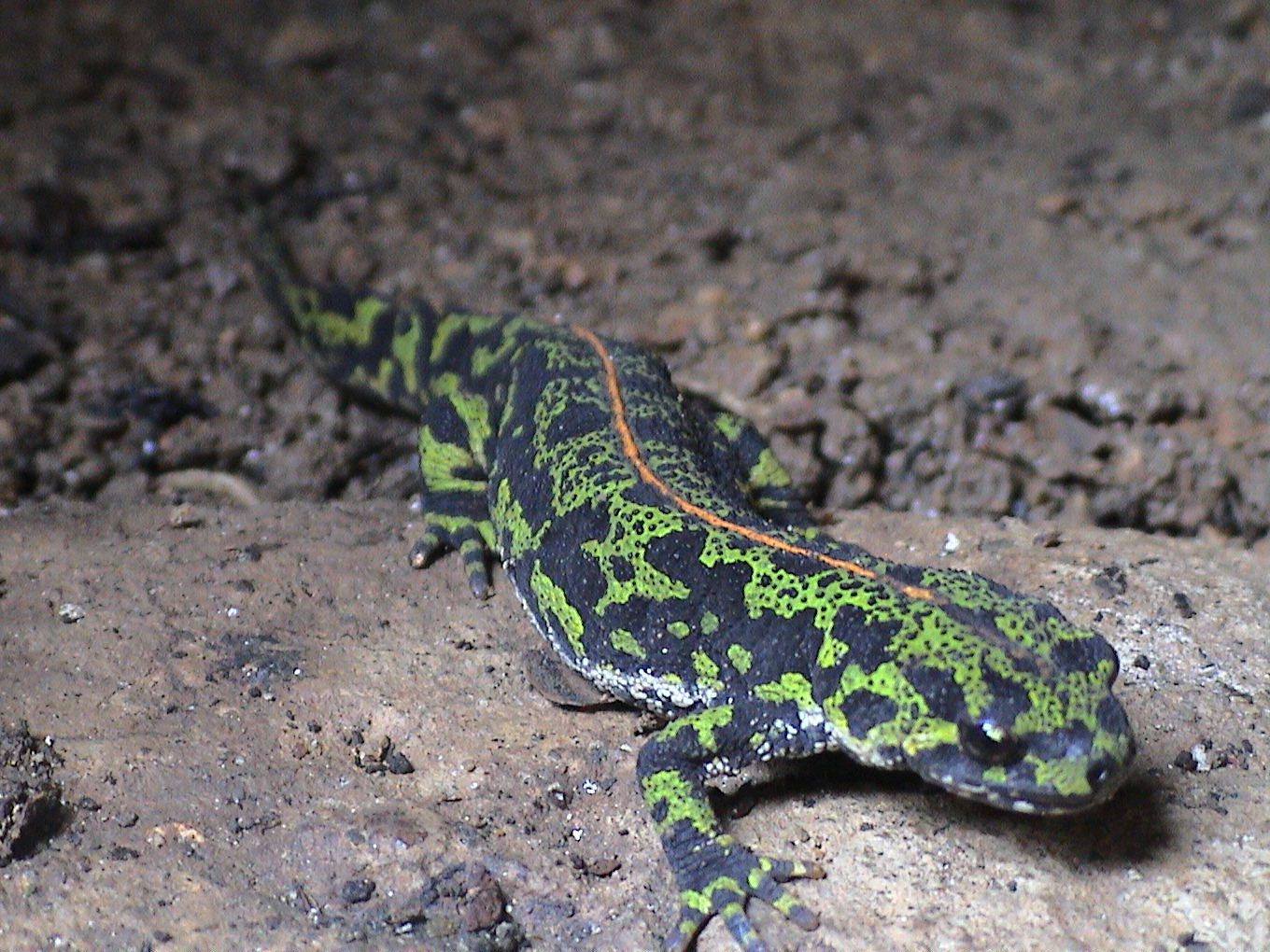
Tritom marbré (Triturus marmoratus)

- Des indices de présence de muscardin (Muscardinus avellanarius) ont été relevés sur le site mais la présence de ce mammifère n'a jamais été confirmée[26].
- La présence de la mante religieuse (Mantis religiosa) sur les Grandes Landes est avérée depuis 2019[27].
- Au moins un couple (sans doute deux) d'Engoulevents d'Europe (Caprimulgus europaeus) sont aussi présents sur le site[28].

### Mammifères
De nombreux mammifères fréquentent les Grandes Landes de Trébédan, les plus imposants étant et les chevreuils et les sangliers mais d'autres mammifères plus petits sont aussi très présents sur le site, notamment les chauve-souris ou chiroptères.

#### Chiroptères

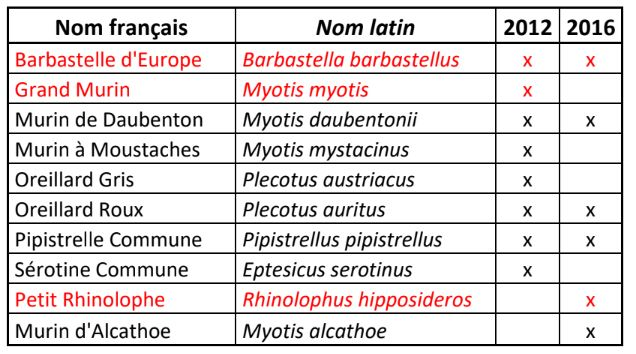
Liste des chiroptères observés sur les Grandes Landes de Trébédan

Les prospections menées pour la recherche des chauves-souris en 2012 et 2016 ont montrées la présence de 10 espèces sur le site qui accueille près de la moitié des espèces présentes en Bretagne (22 espèces).
Parmi elles, 3 sont inscrites à l’annexe II de la Directive Habitat Faune Flore : la Barbastelle d’Europe (Barbastella barbastellus), le Grand murin (Myotis myotis) et le Petit rhinolophe (Rhinolophus hipposideros)
Quatre espèces fréquentant les zones boisées n’ont pas été retrouvées en 2016. Des prospections complémentaires seront réalisées dans les années à venir pour confirmer ou non leur disparition du site. Par ailleurs, deux nouvelles espèces ont été contactées en 2016 : le Petit rhinolophe et le Murin d’Alcathoe.

### Insectes

Quelques insectes vus sur les Grandes Landes
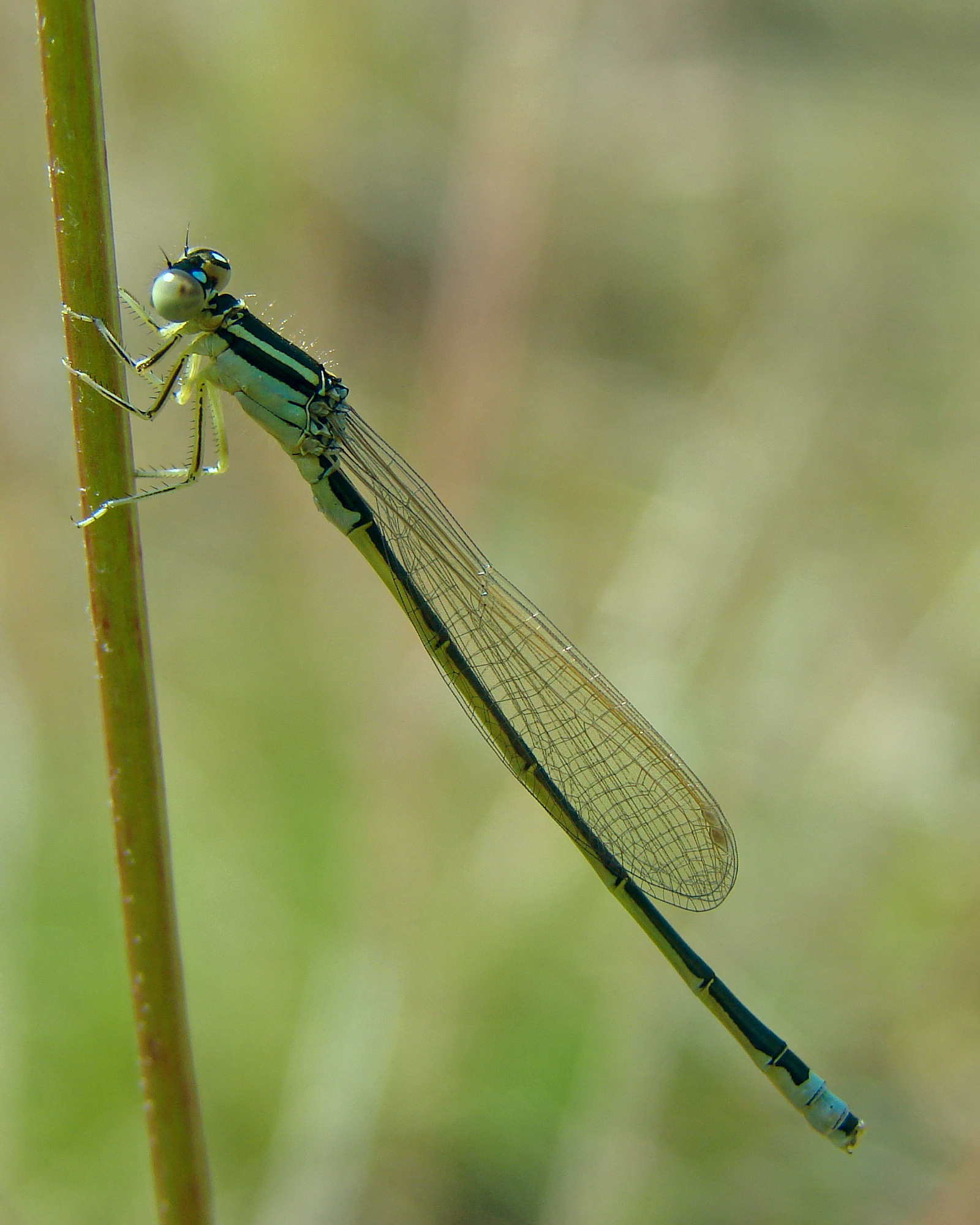
Agrion nain (Ischnura pumilio)
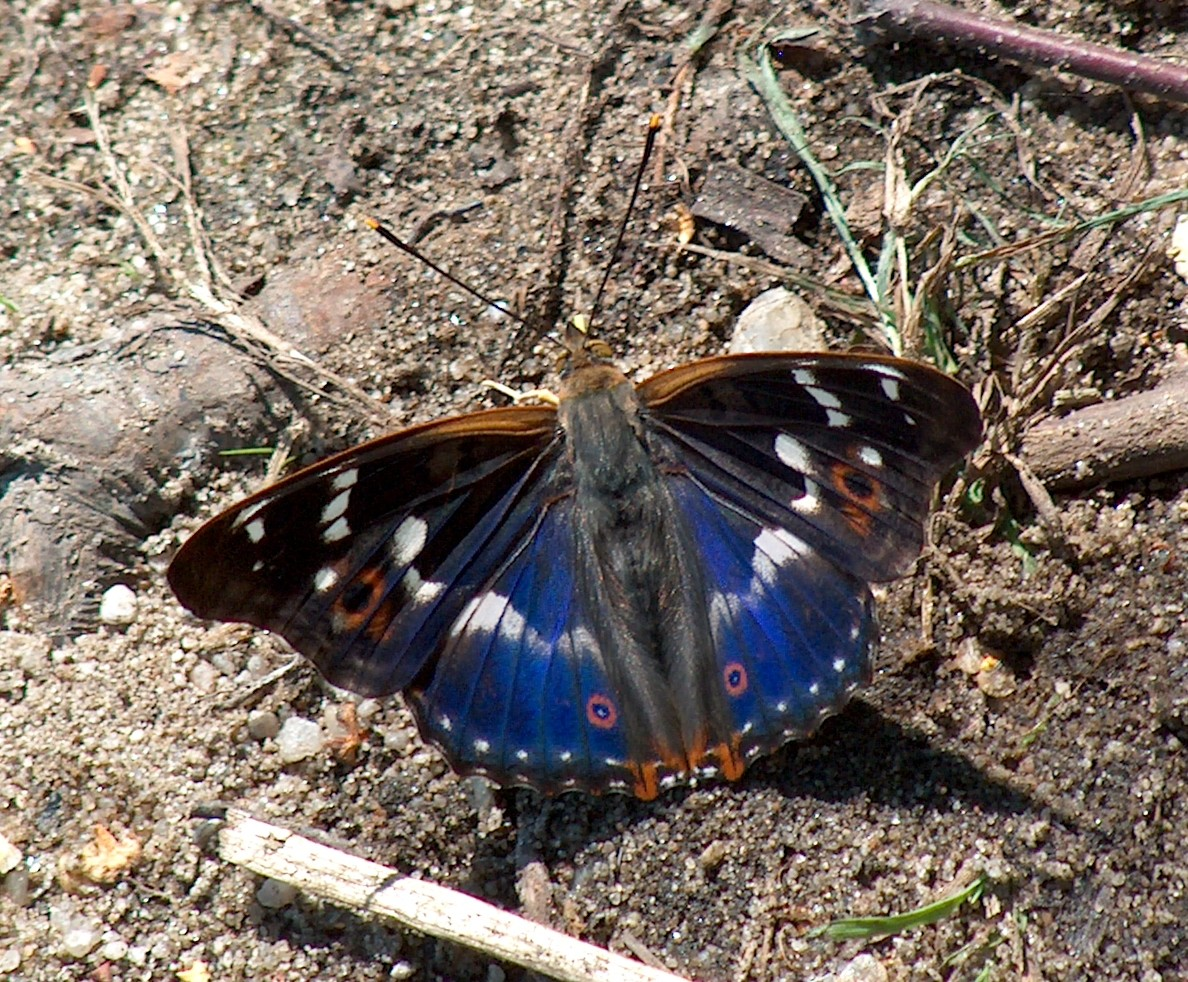
Petit Mars changeant (Apatura ilia)
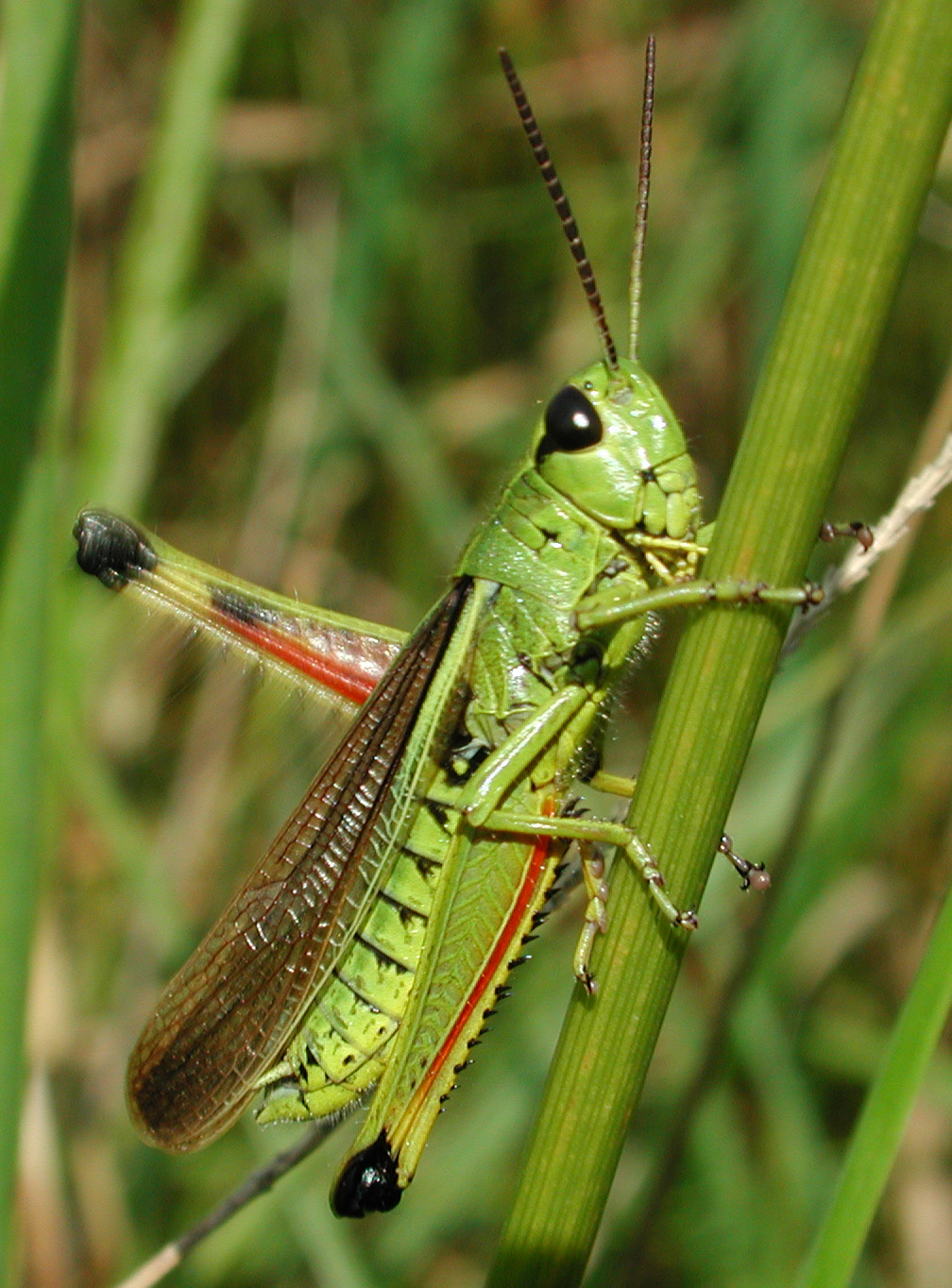
Criquet ensanglanté (Stetophyma grossum)
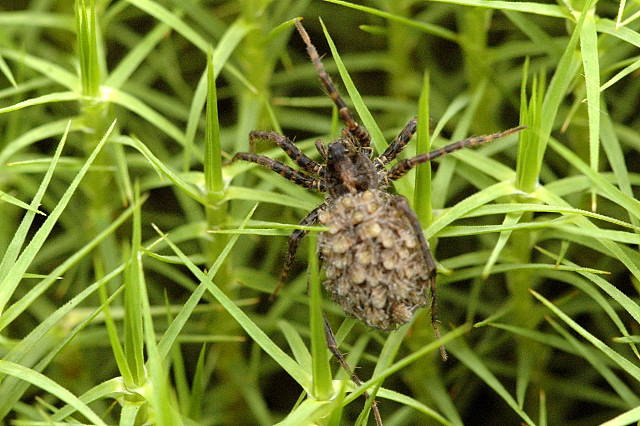
Pardosa pullata
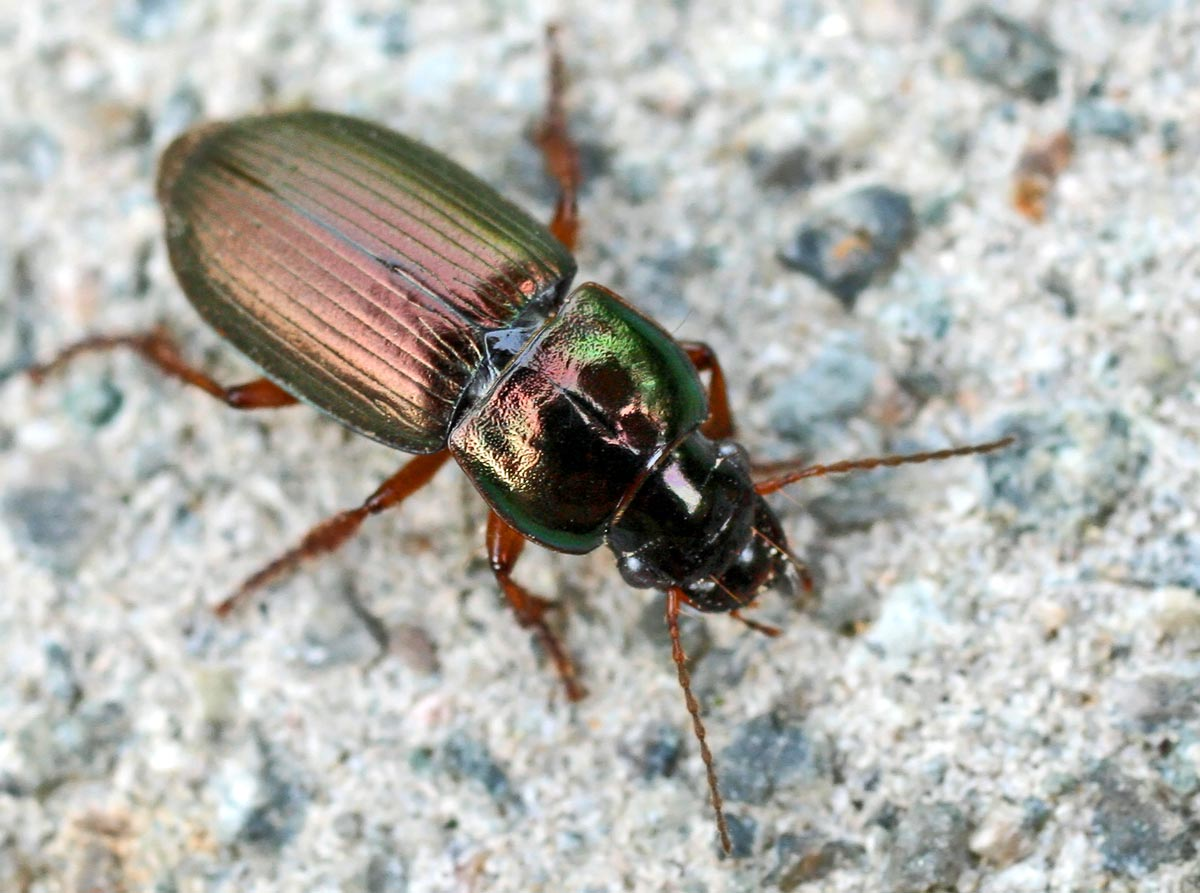
Harpalus rubripes

Les Landes humides constituent un milieu particulièrement favorable aux insectes et Bretagne vivante organise très régulièrement des inventaires permettant d'évaluer la richesse et la qualité du milieu.

#### Odonates

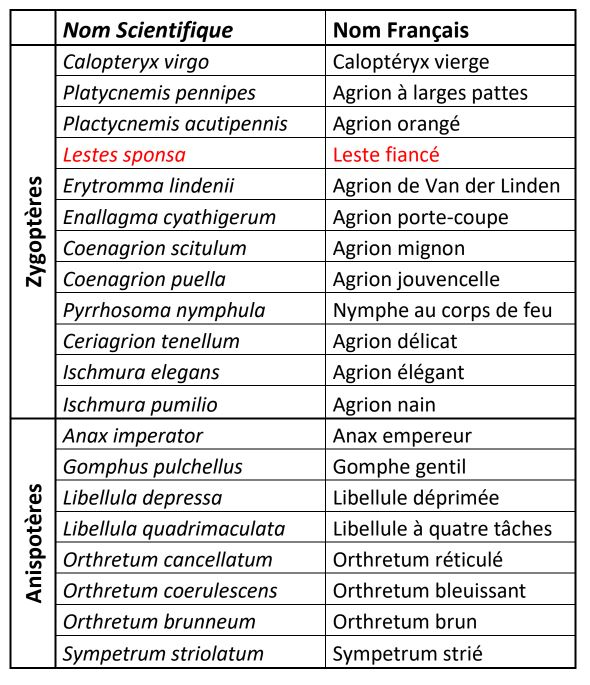
Liste des odonates observés sur les Grandes Landes de Trébédan en 2013

En 2013, 20 espèces ont été observées dont 12 zygoptères ("demoiselles") et 8 anisoptères ("libellules"). La diversité spécifique régionale pour l’ensemble des espèces potentiellement autochtones est de 54 espèces. Actuellement, le site accueille donc près d’un cinquième de la diversité régionale. Notons la présence d’espèces dites pionnières telles que l’Agrion nain (Ischnura pumilio), l’Orthétrum réticulé (Orthetrum cancellatum) ou la Libellule déprimée (Libellula depressa). La libellule déprimée est une espèce pionnière qui colonise rapidement les mares créées en 2010 ; mares qui sont peu profondeset où poussent quelques hydrophytes et hélophytes.
Les espèces inventoriées sur le site sont communes pour la région ou le département et n’apparaissent ni protégées ni menacées. A l’exception du Leste fiancé (Lestes sponsa) qui est classé parmi les espèces quasi-menacées sur la liste rouge des odonates de France métropolitaine.
Les espèces recensées constituent des espèces ubiquistes et assez peu exigeantes vis-à-vis de leur milieu. C’est le cas de l’Agrion jouvencelle (Coenagrion puella), de l’Agrion élégant (Ischnura elegans), de la Petite nymphe au corps de feu (Pyrrhosoma nymphula) et du Sympétrum strié (Sympetrum striolatum).

#### Lépidoptères (les papillons)

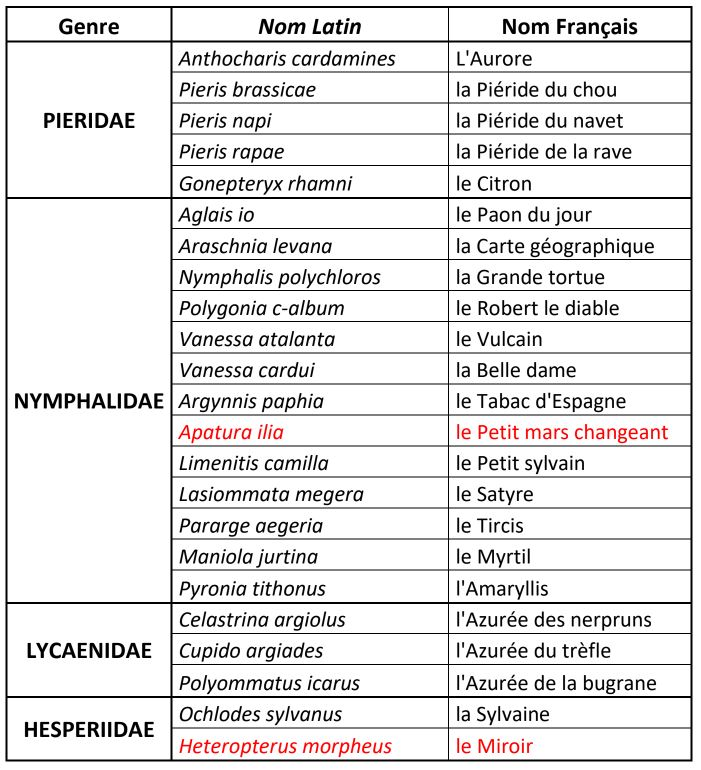
Liste des espèces de rhopalocères observés sur les Grandes Landes de Trébédan en 2015

L’inventaire des papillons de jour (rhopalocères) mené en 2015 a permis d’identifier 23 espèces. Parmi les espèces recensées, 2 sont remarquables sur le site : le Miroir (Heteropterus morpheus) et le Petit mars changeant (Apatura ilia). Les autres sont des espèces relativement communes dans la région.
- Le Petit mars changeant est une espèce localisée et peu abondante en Bretagne, seules 10% des mailles prospectées ont révélé la présence de l’espèce[34].
- Encore bien présent sur une grande partie du territoire breton, le Miroir reste toutefois dépendant de biotopes particuliers, globalement en régression et de plus en plus morcelés. Il se maintient en petite population, souvent sur des espaces résiduels (landes boisées, lisières) qui tendent à se dégrader, ce qui conduit à un isolement inquiétant. Le constat est le même dans les régions voisines. La préservation de l’espèce dépendra donc de celle des landes humides et tourbeuses[35].

Entre 2011 et 2021, 274 espèces de papillons de nuit (hétérocères) ont été recensées.

#### Orthoptères
Un inventaire des orthoptères a été mené en 2016. Il a rapporté la présence de 14 espèces sur le site. Trois (3) sont actuellement rares ou assez rares à l’échelle départementale : le Criquet vert-échine (Chorthippus dorsatus dorsatus), le Gomphocère roux (Gomphocerripus rufus) et le Criquet ensanglanté (Stetophyma grossum).

#### Autres insectes inventoriés
Entre avril et juillet 2020, des invertébrés ont été échantillonnés par capture passive à l’aide de pièges "Barber", ce piègeage a permis de capturer 387 individus de type...
- Acariens (1 individu) :
  - Oribate
- Arachnides (25 individus) :
  - Gnaphosidés (Haplodrassus umbratilis et Micaria pallipes),
  - Hahniidés
  - Linyphiidés (Podadicnemis jacksoni),
  - Lycosidés (Pardosa pullata)
- Coléoptères (19 individus) :
  - Carabidés (Asaphidion gr. Flavipes, Harpalus rubripes et Cicindela campestris)
  - Chrysomelidés
  - Histeridés
  - Staphilinidés (Lobrathium multipunctum et Stenus sp.)
  - Tenebrionidés
- Collemboles (8 individus) :
  - Entomobryomorphes
  - Symphypléones
- Diptères (7 individus) :
  - Brachicera
  - Chironomidés
  - Sarcophagidae
- Homoptères (4 individus) :
  - Cicadellidé
- Hyménoptères (19 individus) :
  - Eulophydés
  - Fourmis (Lasius platythorax, Myrmica ruginodis, Myrmica scabrinodis, Formica fusca, Temnothorax nylanderi, Tapinoma erraticum, Myrmica scabrinodis, Leptothorax muscorum, Formica rufa, Myrmica scabrinodis)
- Opillions (1 individu) :
- Orthoptères (6 individus) :
  - Tetrigidés (Gryllus campestris, Tetrix sp)
- Trichoptères (1 individu)

### Oiseaux

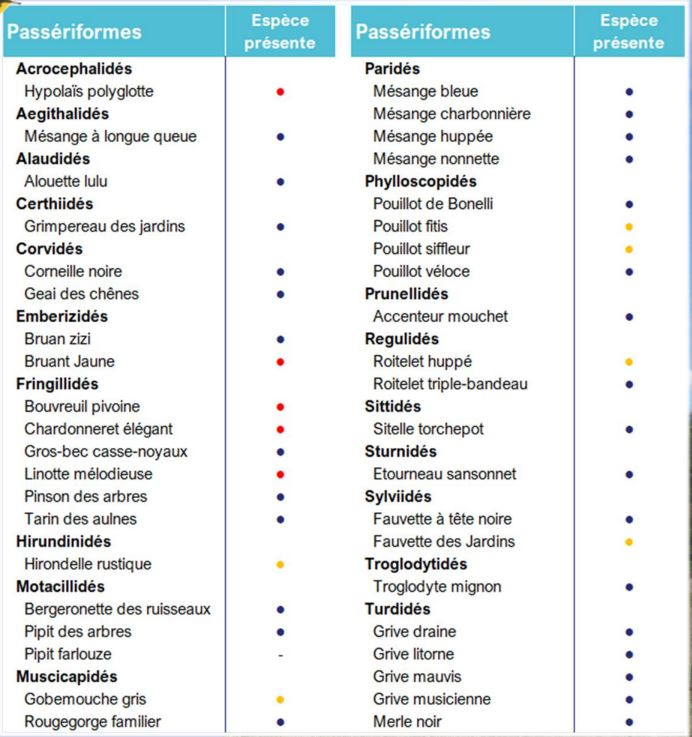
Les passereaux de trébédan

Depuis 2013, 7 points d’écoute ont été réalisés, 2 fois par an, sur le site (1re quinzaine d'avril, 2e quinzaine de mai). Au total, 68 espèces ont été observées ou entendues dont 34 espèces sont probablement nicheuses sur le site et sa périphérie et sans doute 7 espèces supplémentaires dont il faudrait confirmer le statut de nidification (nicheur possible).
Sept (7) espèces vulnérables sont présentes sur les Grandes Landes :
- le Bruant Jaune
- le Bouvreuil pivoine
- le Chardonneret élégant
- L'Hypolaïs polyglotte
- la Linotte mélodieuse
- le Martin-pêcheur d'Europe
- la Tourterelle des bois

Et sept (7) espèces quasi-menacées sont aussi présentes :
- la Fauvette des Jardins
- le Goéland argenté
- l'Hirondelle rustique
- le Martinet noir
- le Pouillot fitis
- le Pouillot siffleur
- le Roitelet huppé

Quelques oiseaux vus ou entendus sur les Grandes Landes
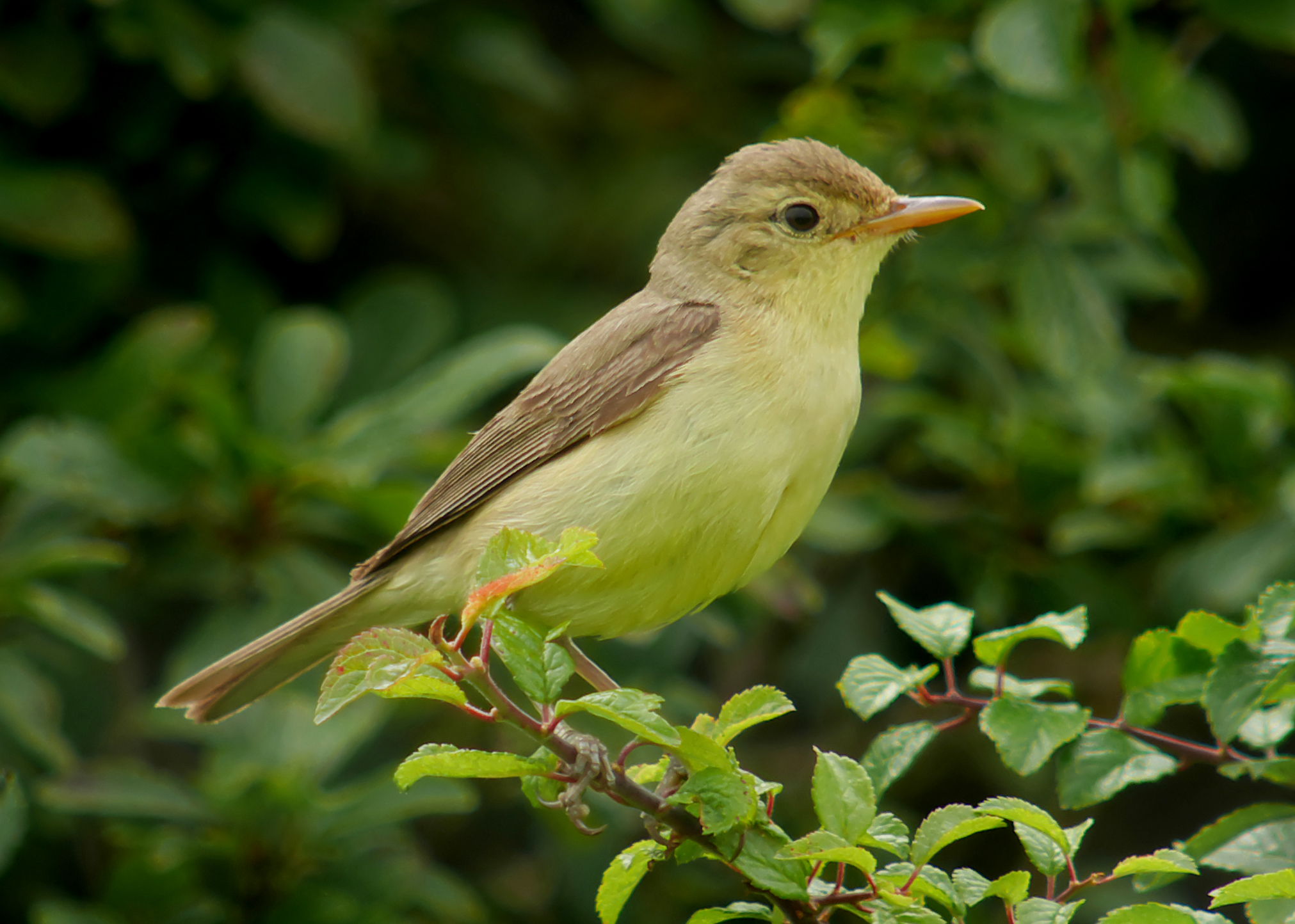
Hypolaïs polyglotte (Hippolais polyglotta)
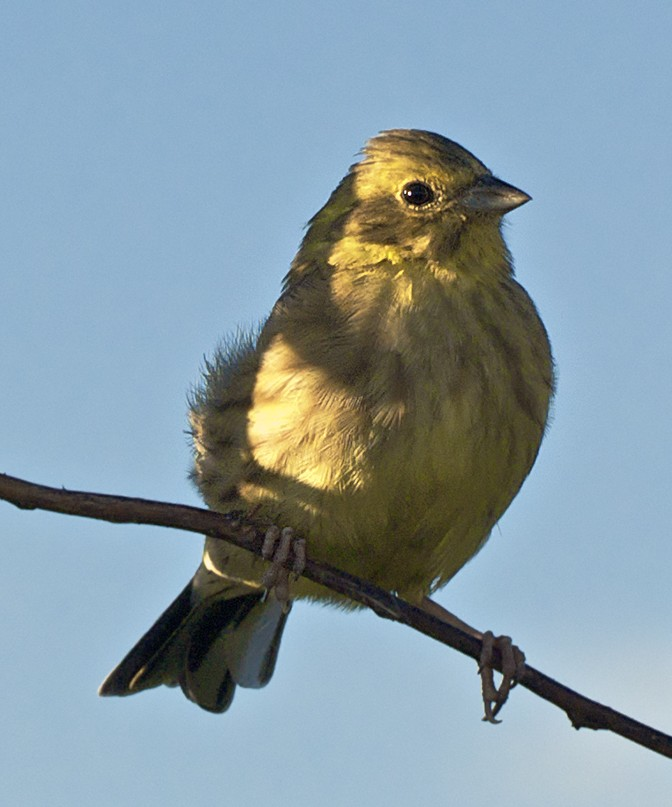
Bruant jaune (Emberiza citinella)
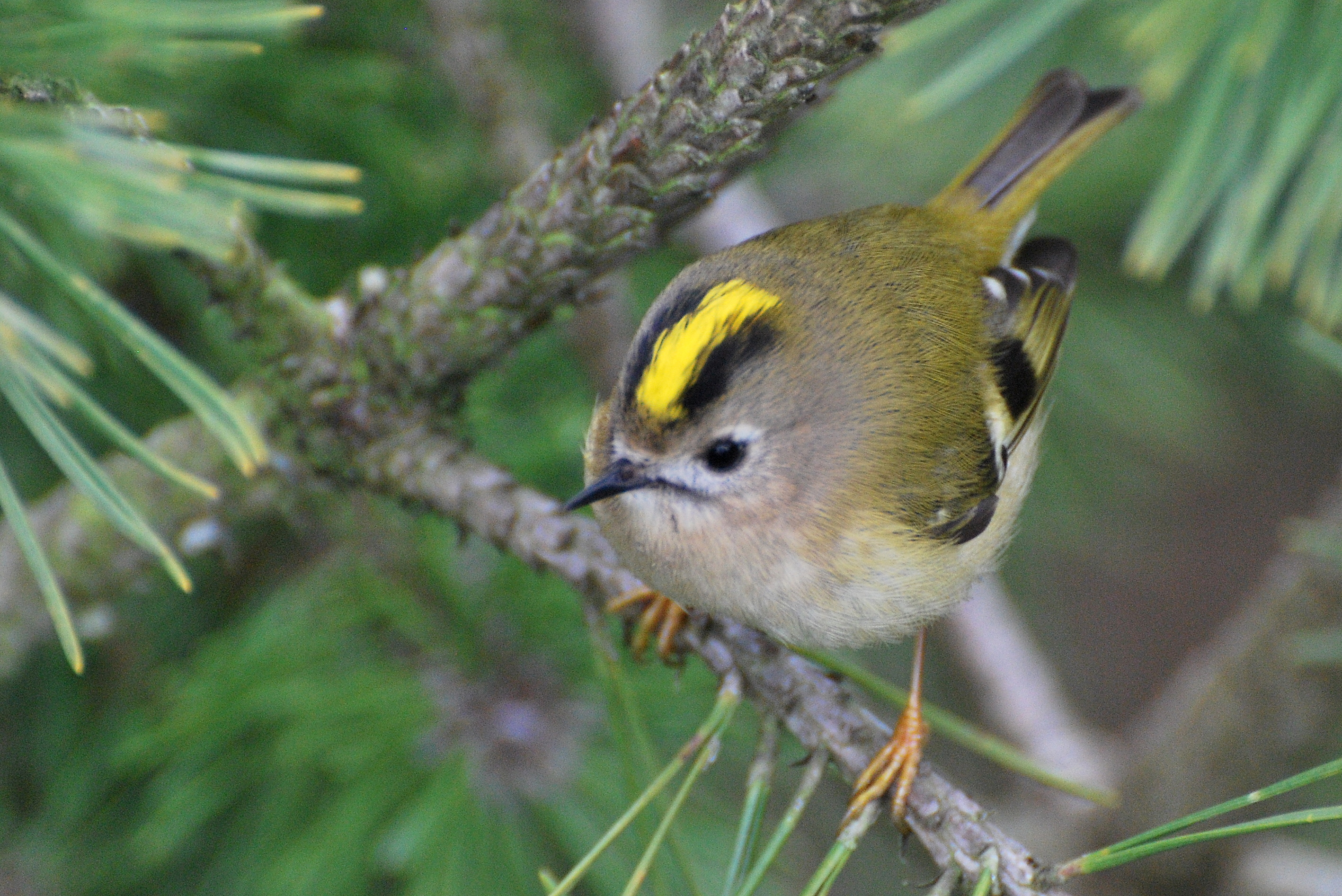
Roitelet huppé (Regulus regulus)
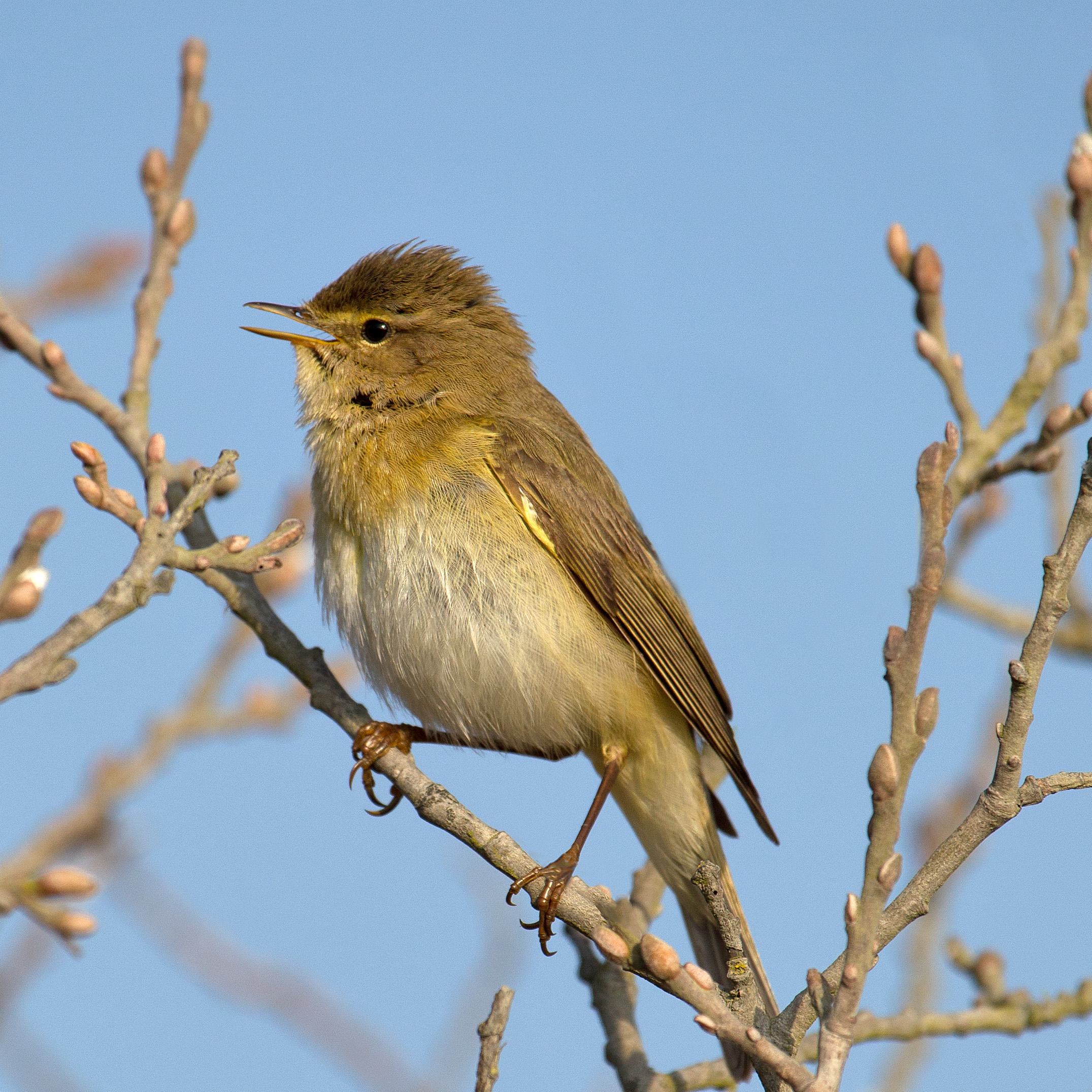
Pouillot fitis (Phylloscopus trochilus)
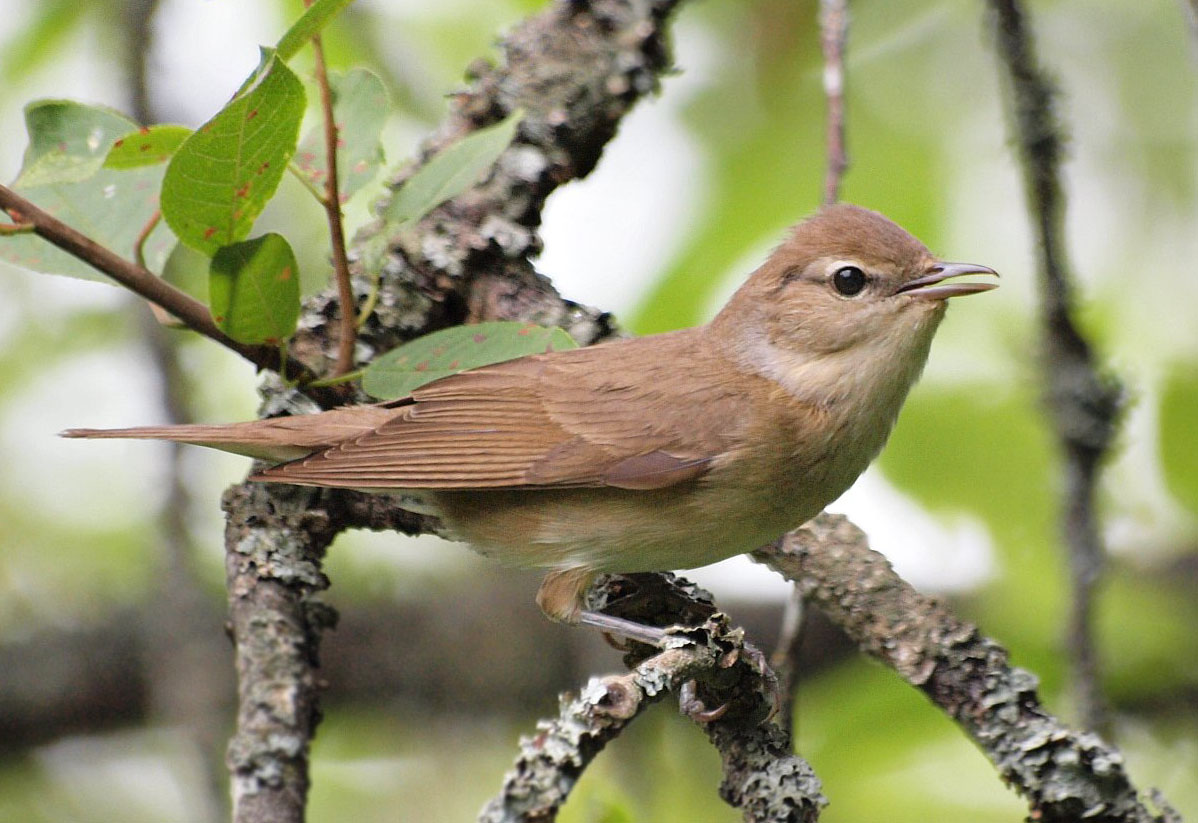
Fauvette des jardins (Sylvia borin)

### Reptiles et amphibiens

Quelques amphibiens et reptiles présents sur les Grandes Landes
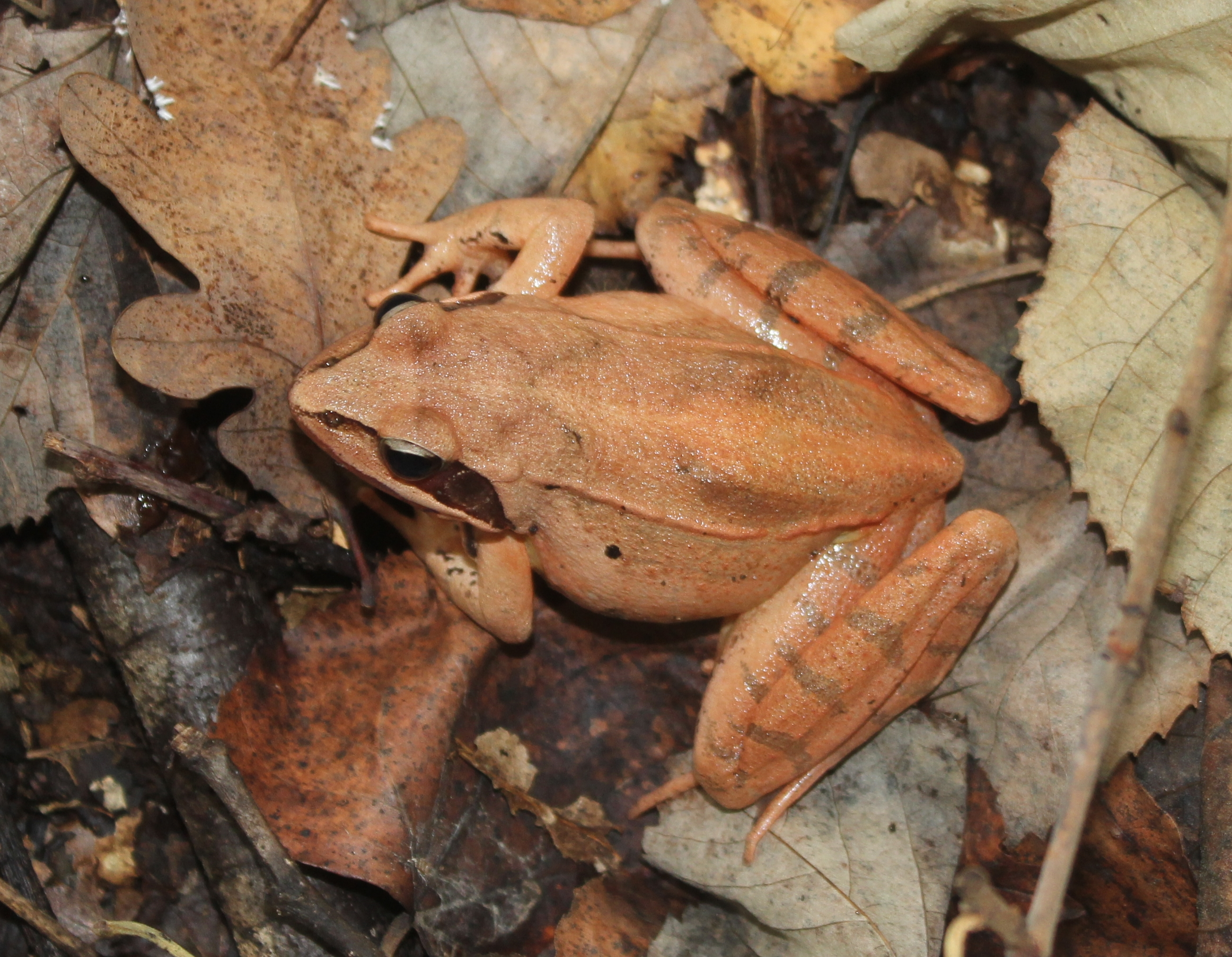
Grenouille agile (Rana dalmatina)
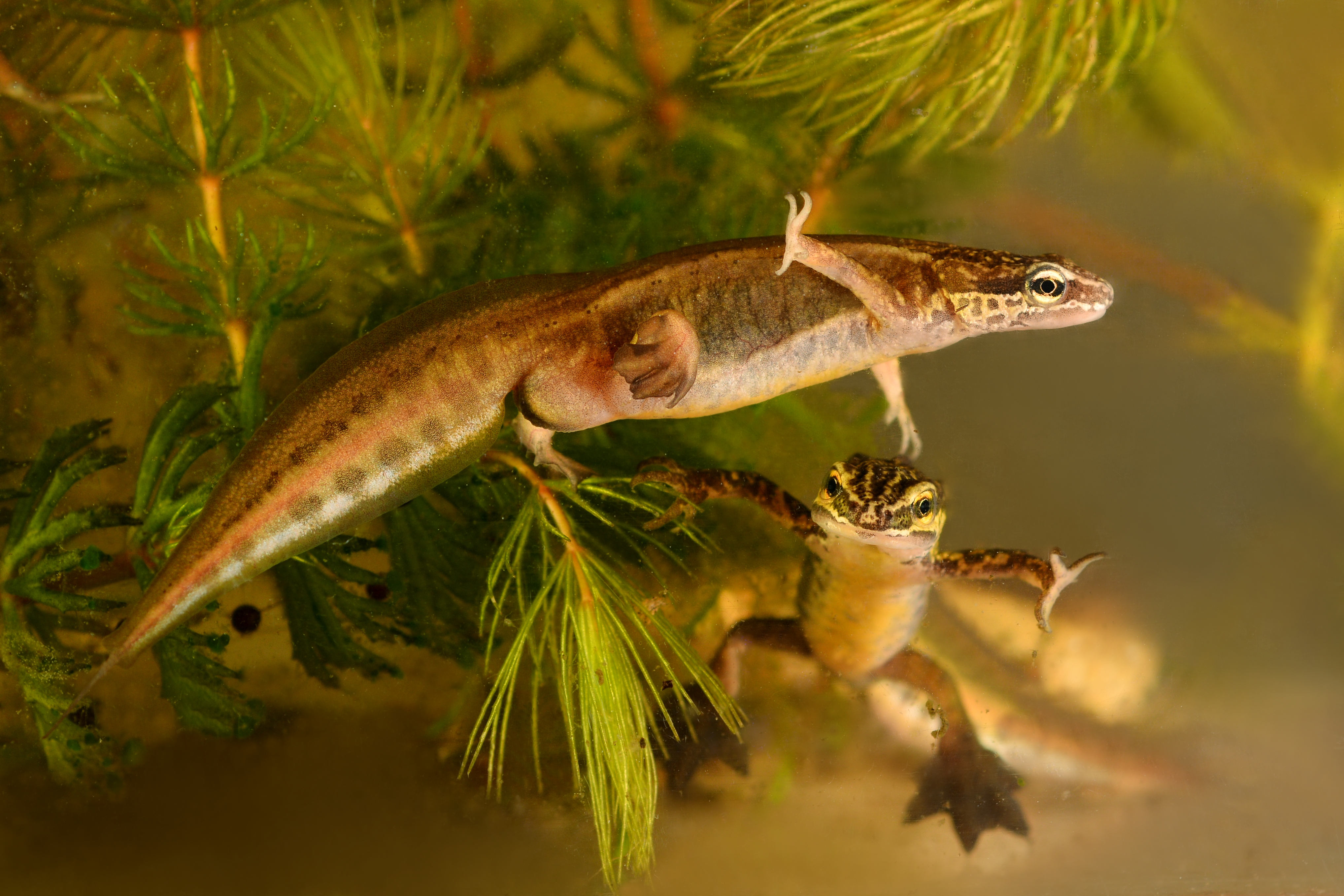
Triton palmé (Lissotriton helveticus)
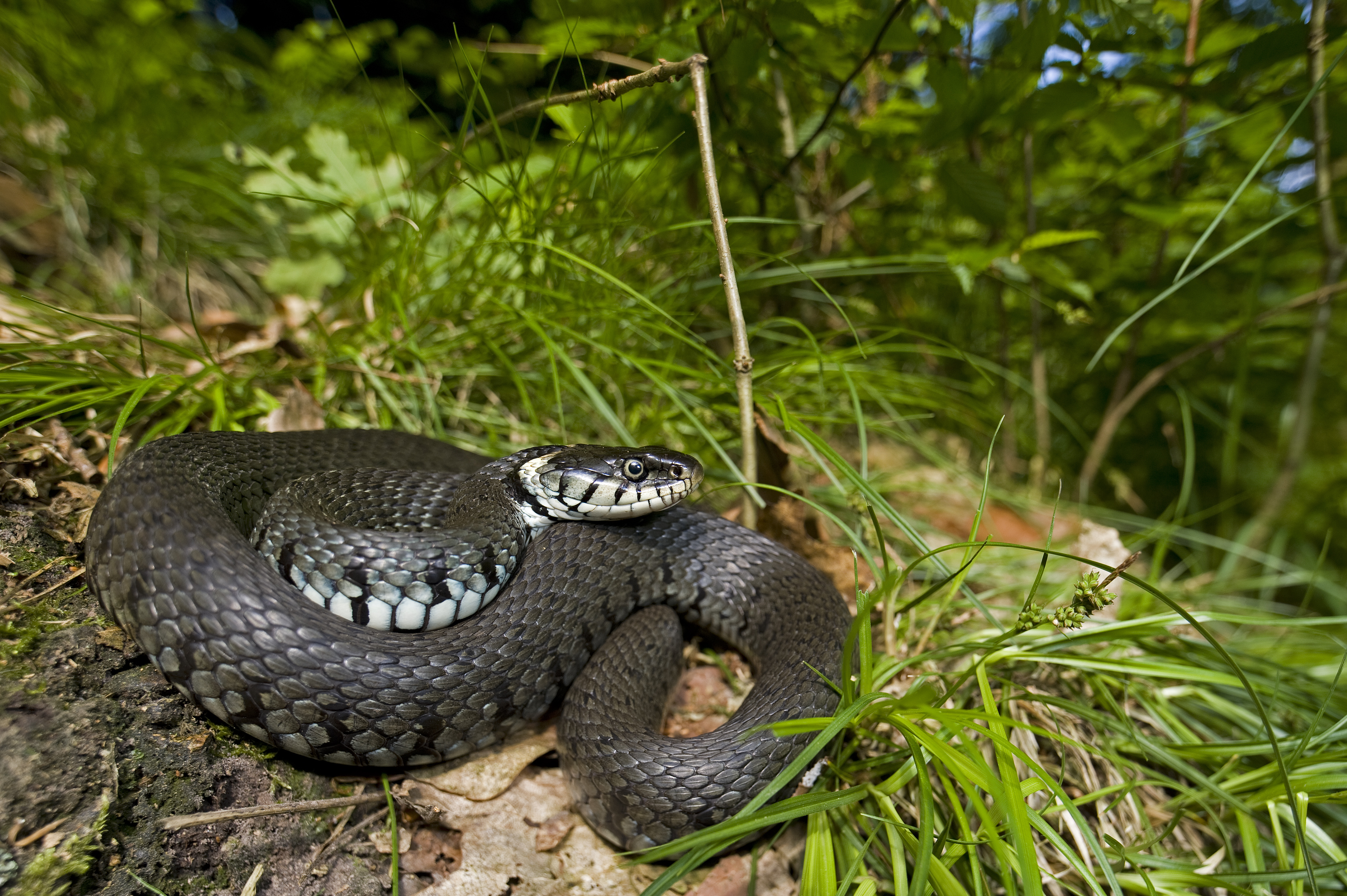
Couleuvre helvétique (Natrix helvetica)
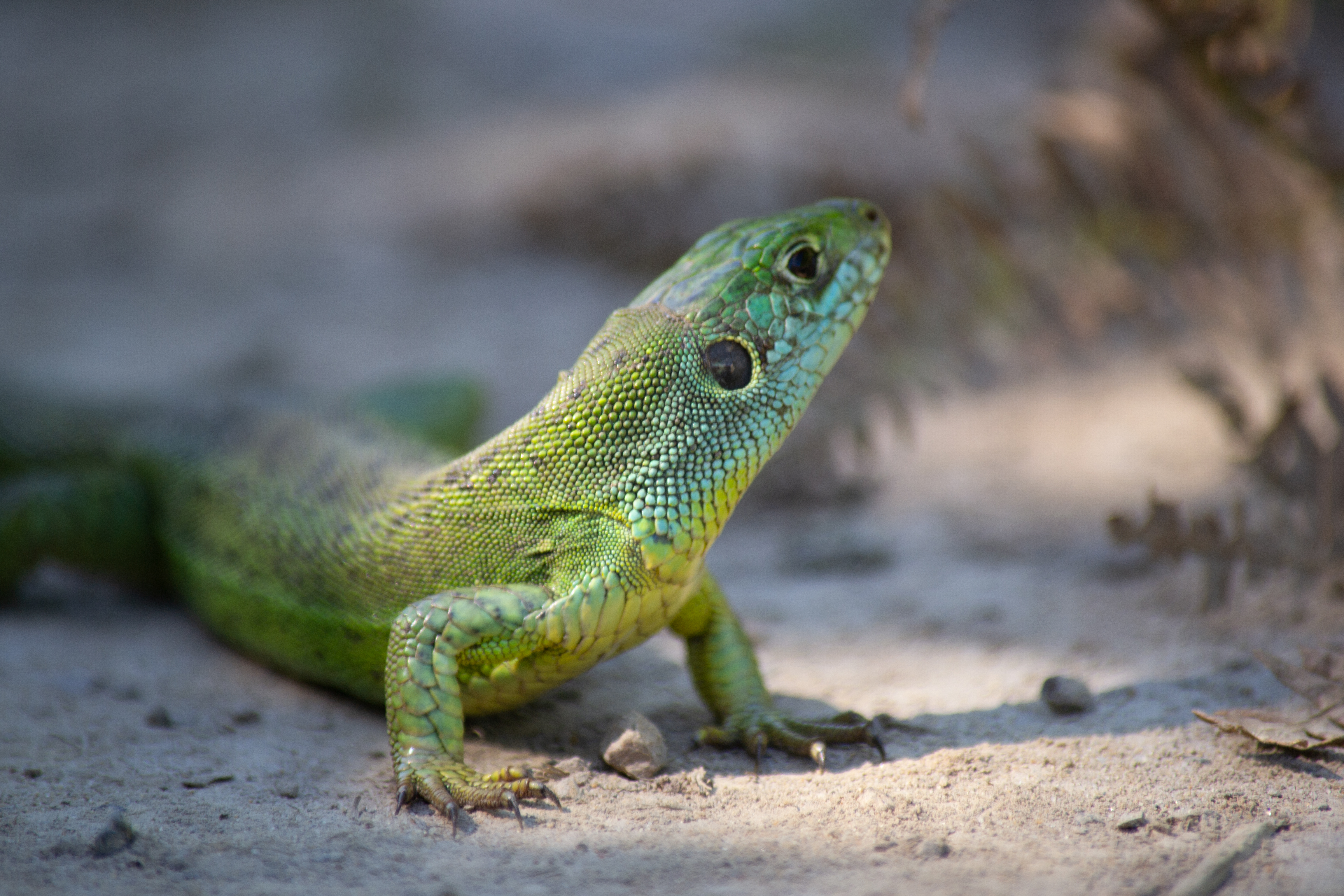
Lézard vert (Lacerta bilineata)
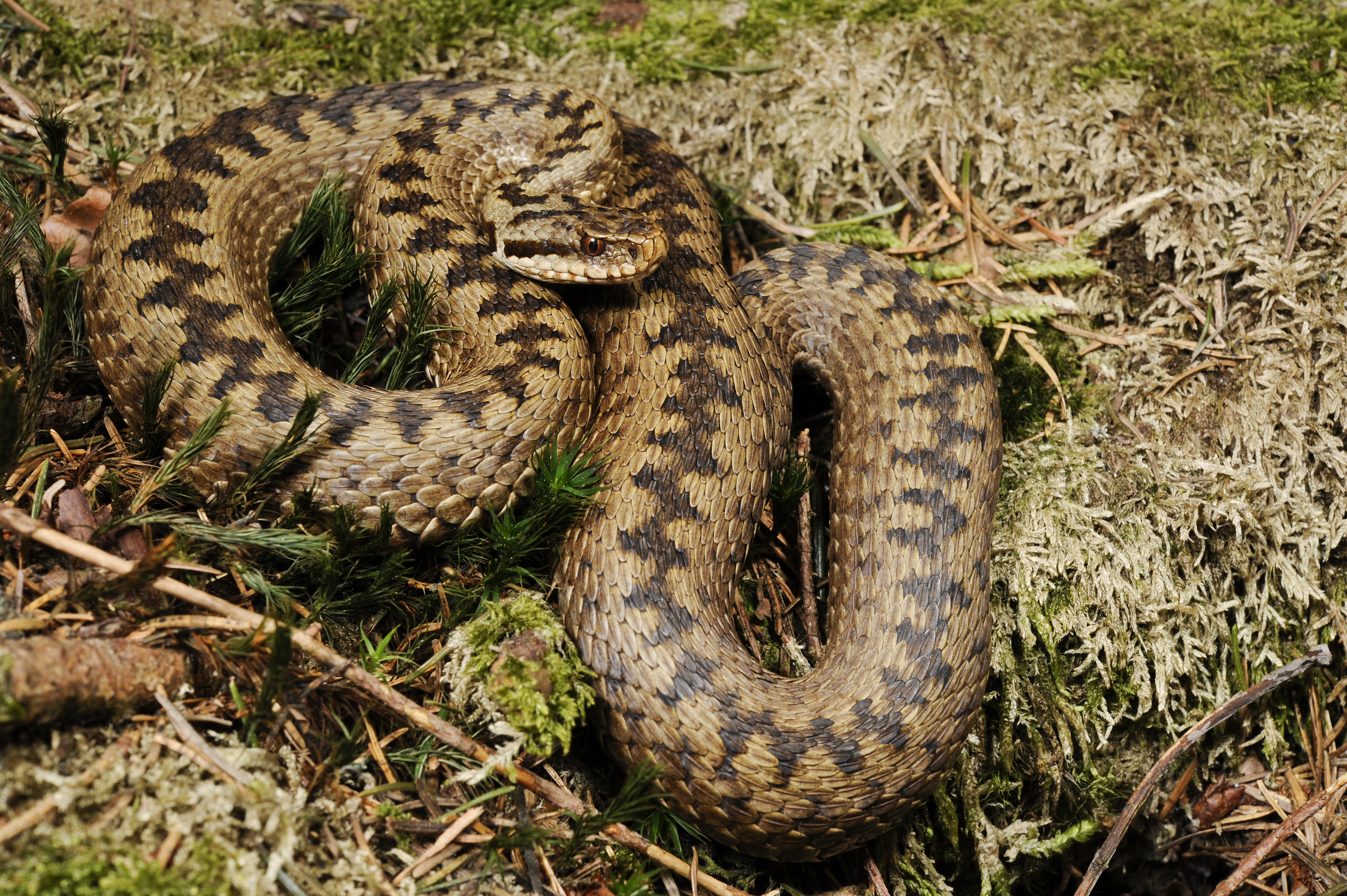
Vipère péliade (Vipera berus)

#### Amphibiens
Des observations ponctuelles d’amphibiens ont été faites depuis 2008 sur le site. La grenouille verte (Pelophylax lessonae) la rainette verte (Hyla arborea) et le triton palmé (Lissotriton helveticus) ont ainsi pu être observés au niveau des mares. La présence d’autres espèces, notamment du triton marbré (Triturus marmoratus), de la grenouille agile (Rana dalmatina), de la gremouille rousse (Rana temporaria) ont été confirmées par la mise en place du protocole POPAmphibien qui a aussi permis de repérer des pontes de crapauds communs.

#### Reptiles
Cinq (5) espèces de reptiles ont été recensées sur le site :
- l’orvet fragile (Anguis fragilis),
- le lézard vivipare (Zootoca vivipara),
- le lézard vert (Lacerta bilineata),
- la couleuvre helvétique (Natrix helvetica)
- la vipère péliade (Vipera berus)
- la coronelle lisse (Coronella austriaca)

Avec les 11 espèces de reptiles que compte la région (Bretagne historique), la zone d’étude comptabilise ainsi près de la moitié de l’herpétofaune régionale.

## Les enjeux écologiques de cet espace naturel

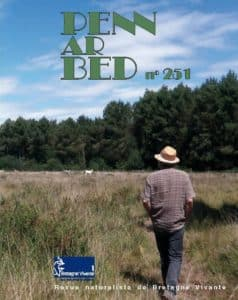
Couverture du numéro 251 de Penn ar Bed contenant un article présentant les Grandes Landes.

En France, 141 sites Natura 2000 contiennent des landes humides atlantiques à Erica ciliaris et/ou Erica tetralix. Elles sont présentes au sein des régions biogéographiques atlantique et continentale, et peuvent être rencontrées entre 0 et 2000 mètres d’altitude. On les retrouve dans tout l’ouest français, de la Normandie en passant par la Bretagne jusqu’au Pays basque.
Les landes bretonnes humides sont des écosystèmes uniques qui ont une grande importance écologique pour plusieurs raisons :
- La biodiversité : Les landes humides abritent une grande diversité d'espèces végétales et animales, dont certaines sont rares et protégées. Les plantes typiques des tourbières, telles que la droséra, la sphaigne et la callune, fournissent un habitat important pour de nombreuses espèces animales, comme les libellules, les papillons et les oiseaux.
- Le stockage du carbone : Les landes humides stockent de grandes quantités de carbone dans la tourbe. La tourbe est formée à partir de la décomposition de la matière organique dans des conditions anaérobies, c'est-à-dire qu'elle est stockée sans être oxydée. La tourbe agit donc comme un puits de carbone naturel, ce qui est important dans la lutte contre le changement climatique.
- La régulation de l'eau : Les landes humides agissent comme des éponges naturelles qui absorbent et retiennent l'eau. Cela les rend importantes pour la régulation du régime hydrologique régional, notamment en maintenant le niveau de la nappe phréatique et en régulant le débit des rivières.
- La protection contre l'érosion : Les landes humides agissent comme des barrières naturelles contre l'érosion en retenant le sol et en régulant l'écoulement de l'eau. Cela est important pour la protection des bassins hydrographiques et des zones côtières contre les tempêtes et les inondations.

En raison de leur importance écologique, les landes bretonnes humides sont souvent protégées et préservées ; la conservation des habitats et des espèces des Grandes Landes de Trébédan est assurée via la mise en place d'un plan de gestion (depuis 1999, trois plans de gestion se sont succédé,,) qui a pour objet de préserver son bon état de conservation ou d’y mener des opérations de restauration écologique aptes à assurer le renforcement des espèces et des habitats remarquables.